# Bandera del Sol Naciente

Insignia naval usada por la Armada Imperial Japonesa (1888–1945). Proporción: 2:3.

Insignia naval de la Fuerza Marítima de Autodefensa de Japón (1954–presente). Proporción: 2:3.

Bandera de guerra del Ejército Imperial Japonés (1870–1945).

Bandera de las Fuerzas de Autodefensa de Japón y la Fuerza Terrestre de Autodefensa de Japón (1954–presente).

La Bandera del Japón Naciente es la actual bandera militar de Japón. Fue utilizada originalmente por los señores de la guerra feudales en Japón durante el Período Edo (1603-1868 CE) y como bandera de guerra por el Ejército Imperial Japonés y como insignia de la  Armada Imperial Japonesa hasta el fin de la Segunda Guerra Mundial. La insignia naval y una versión modificada de la bandera de guerra continúan siendo usadas por las Fuerzas de Autodefensa de Japón, el diseño es también incorporado en muchos productos comerciales y anuncios. Sin embargo como la bandera fue usada por los japoneses en la conquista de  Asia Oriental y en la Guerra del Pacífico, se considera ofensiva en China y Corea del Sur donde se asocia con el imperialismo y militarismo japonés.

## Historia
La Bandera de Japón y el sol naciente tenían un significado simbólico desde principios del siglo VII en el Período Asuka (538–710 CE). El Archipiélago japonés está al este de la parte continental de Asia, y es ahí donde "sale" el sol. En 607 CE, se envió una correspondencia oficial que comenzó con "del Emperador del sol naciente" al Emperador chino Yang de Sui. Japón se refiere a menudo como "la tierra del sol naciente". En la obra del siglo XII, Heike Monogatari, se escribió que diferentes samuráis llevaban dibujos del sol en sus abanicos.
Una variante bien conocida del diseño del disco solar de la bandera de Japón es el disco solar con 16 rayos rojos en una disposición conocida como estrella siemens. La Bandera del Sol Naciente (旭日 旗 Kyokujitsu-ki) se ha utilizado como un tradicional Símbolos nacionales de Japón desde el Período Edo (1603 CE). Se presenta en obras de arte antiguas como las impresiones ukiyo-e. Como la "Visita de los Dioses de la Suerte a Enoshima", impresión de Ukiyo-e por Utagawa Yoshiiku en 1869 y "Cien vistas de Osaka, tres grandes puentes", impresión de ukiyo-e por Utagawa Kunikazu en 1854. The Fujiyama Tea Co. utilizó como etiqueta de caja de madera de té japonés (té verde) para exportación en el Período Meiji / Período Taisho (1880).
La palabra japonesa para Japón es 日本, que se pronuncia Nihon o Nippon y literalmente significa "el origen del sol". El carácter nichi (日) significa "sol" o "día"; hon (本) significa "base" u "origen". Por lo tanto, el compuesto significa "origen del sol" y es la fuente del popular epíteto occidental "Tierra del sol naciente". El disco rojo simboliza el sol y las líneas rojas son rayos de luz que brillan del sol naciente.
Fue utilizado históricamente por el daimio (大名) y el ejército de Japón, particularmente el Ejército Imperial Japonés y la Armada Imperial Japonesa. La bandera, conocida en japonés como Jyūrokujō-Kyokujitsu-ki (十六 条 旭日 旗), se adoptó por primera vez como la bandera de guerra el 15 de mayo de 1870 y se usó hasta el final de la Segunda Guerra Mundial en 1945. Fue re -adoptado el 30 de junio de 1954, y ahora es utilizado por la Fuerza Marítima de Autodefensa de Japón (JMSDF). Las Fuerzas de Autodefensa de Japón (JSDF) y la Fuerza Terrestre de Autodefensa de Japón (JGSDF) utilizan una variación de la Bandera del Sol Naciente con colores rojo, blanco y dorado.

## Diseño
El diseño es similar Bandera de Japón la cual tiene un círculo cerca del medio significando el sol, la diferencia consiste en la adición de rayos de sol (16 para la insignia) representando el nombre de Japón como "La Tierra del Sol Naciente". El Ejército Imperial adoptó la bandera por primera vez en 1870. El Ejército y la Armada imperial usaban la bandera pero la de la insignia naval (creada en 1889) se diferenciaba en que el sol estaba más cerca del asta que la del Ejército, que estaba centrada. La bandera fue usada en acciones de ultramar desde el Periodo Meiji hasta la Segunda Guerra Mundial. Cuando Japón fue derrotado en agosto de 1945 el Ejército y la Armada Imperial fueron disueltos, esto causó que la bandera cayera en desuso. Sin embargo con la creación de las Fuerzas de Autodefensa la bandera fue readoptada en 1954. La bandera con 16 rayos es hoy la insignia de la Fuerza Marítima de Autodefensa mientras que la Fuerza Terrestre de Autodefensa usa una versión de 8 rayos.

## Uso actual
Comercialmente, la Bandera del Sol Naciente se utiliza en muchos productos, diseños, ropa, carteles, latas de cerveza (Asahi Breweries), periódicos (Asahi Shimbun), bandas, manga, cómics (por ejemplo, Fantastic Four / Iron Man: Big en Japón, junio de 2006 ), anime, películas, videojuegos (por ejemplo, el escenario de E. Honda en Street Fighter II), etc. La bandera del sol naciente aparece en las etiquetas de productos comerciales, como en las latas de una variedad de cerveza lager Asahi Breweries. El diseño también está incorporado en el logotipo del periódico japonés Asahi Shimbun. Entre los pescadores, el tairyō-ki (大 漁 旗, "Good Catch Flag") representa su esperanza de una buena captura de peces. Hoy en día se usa como bandera decorativa en embarcaciones, así como para festivales y eventos. La Bandera del Sol Naciente es utilizada en eventos deportivos por los seguidores de equipos japoneses y atletas individuales, así como por no japoneses.
La Bandera del Sol Naciente es la bandera de guerra y la insignia naval de la Fuerza Marítima de Autodefensa de Japón (JMSDF) desde el 30 de junio de 1954. El Jefe de Gabinete de la JSDF, Katsutoshi Kawano, dijo que la Bandera del Sol Naciente es el orgullo de los marineros de la Fuerza Marítima de Autodefensa". Las Fuerzas de Autodefensa de Japón (JSDF) y la Fuerza Terrestre de Autodefensa de Japón usan la Bandera del Sol Naciente con ocho rayos rojos que se extienden hacia afuera, llamados Hachijō-Kyokujitsuki (八 条 旭日 旗). Un borde dorado se encuentra parcialmente alrededor del borde.
La bandera también es utilizada por no japoneses, por ejemplo, en los emblemas de algunas unidades militares estadounidenses con sede en Japón, y por la banda estadounidense de blues rock Hot Tuna, en la portada de su álbum Live in Japan. Se usa como un emblema del United States Fleet Activities Sasebo, como un parche del Escuadrón de combate Strike 94 (VFA-94), un mural en la Misawa Air Base, la antigua insignia del Escuadrón de combate Strike 192 (VFA-192) y el Sistema de señalización montado en el casco conjunto con parches del 14th Fighter Squadron. Algunos grupos de extrema Extrema derecha en protestas políticas.

## Percepción actual
La bandera es considerada ofensiva en países que fueron víctimas de la agresión de Japón, específicamente en China y las Coreas, donde se asocia con el militarismo e imperialismo japonés. Durante los Juegos Olímpicos de Pekín 2008 los visitantes japoneses fueron advertidos de no enarbolarla porque podría causar problemas con los chinos. En Japón la bandera es vista a veces en eventos deportivos y protestas de grupos de extrema derecha. La bandera del Sol Naciente también aparece en etiquetas de productos comerciales como en las latas de una de la variedad de cerveza de Asahi Breweries. El diseño es también incorporado en la bandera del periódico japonés Asahi Shimbun y los pescadores en estandartes llamados Tairyō-ki (大漁旗?  Bandera de buena pesca).

## Ejemplos de la bandera

### Arte

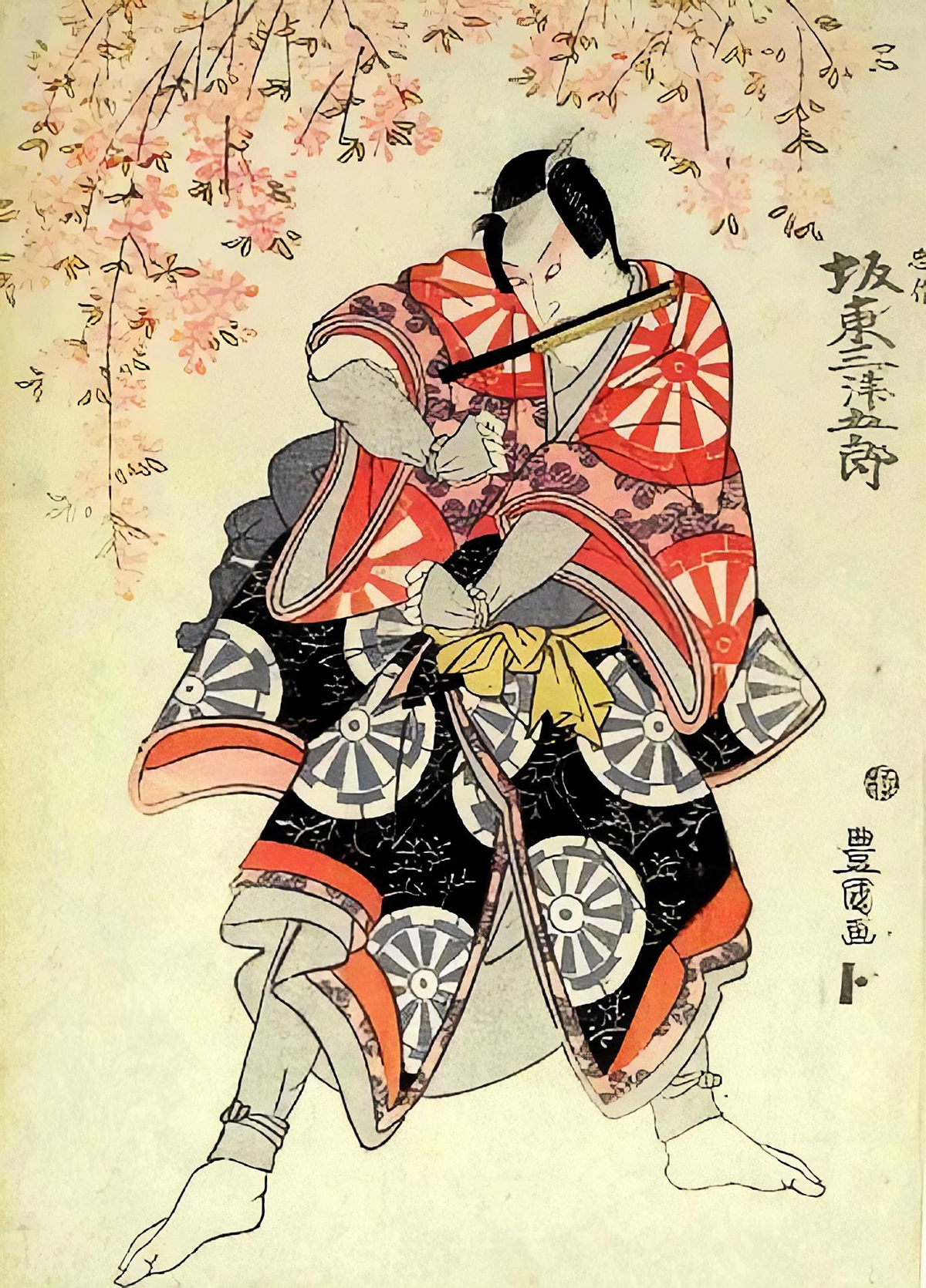
El actor de Kabuki Bandō Mitsugorō III (c1822)
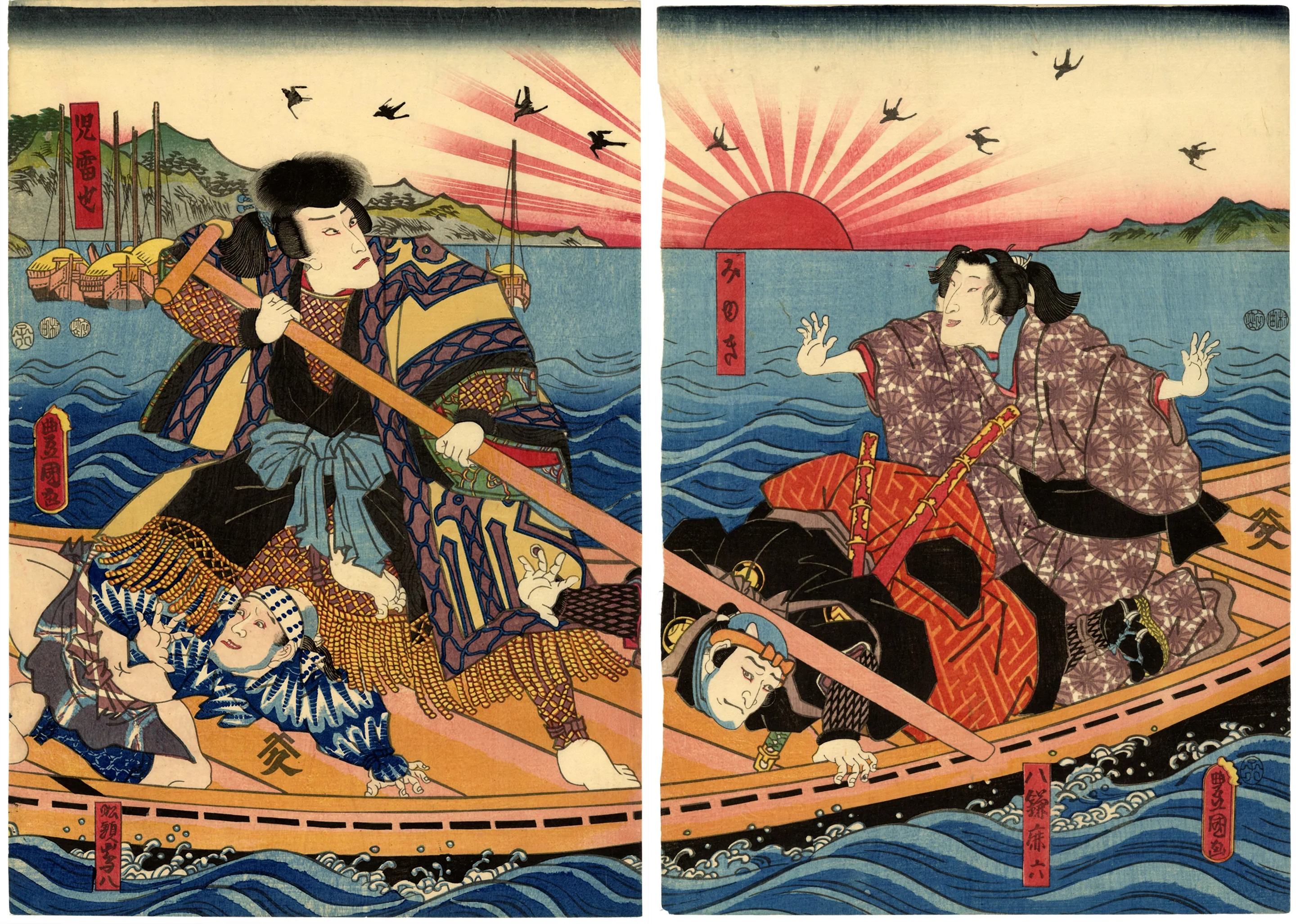
Jiraiya, Alba e barca, Ukiyo-e de Utagawa Kunisada (1852).
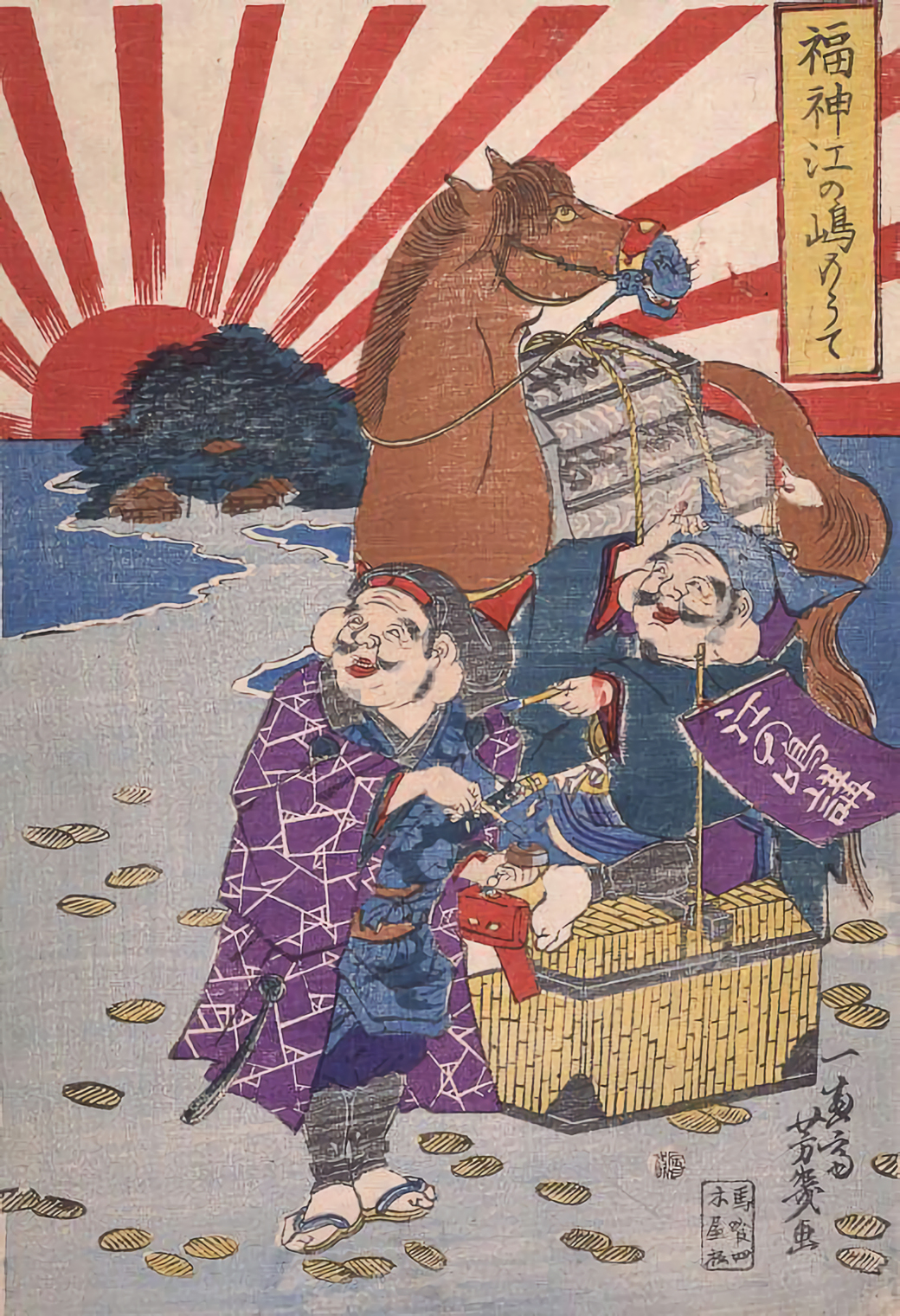
La visita de Lucky Gods a Enoshima, impresión ukiyo-e de Utagawa Yoshiiku, 1869
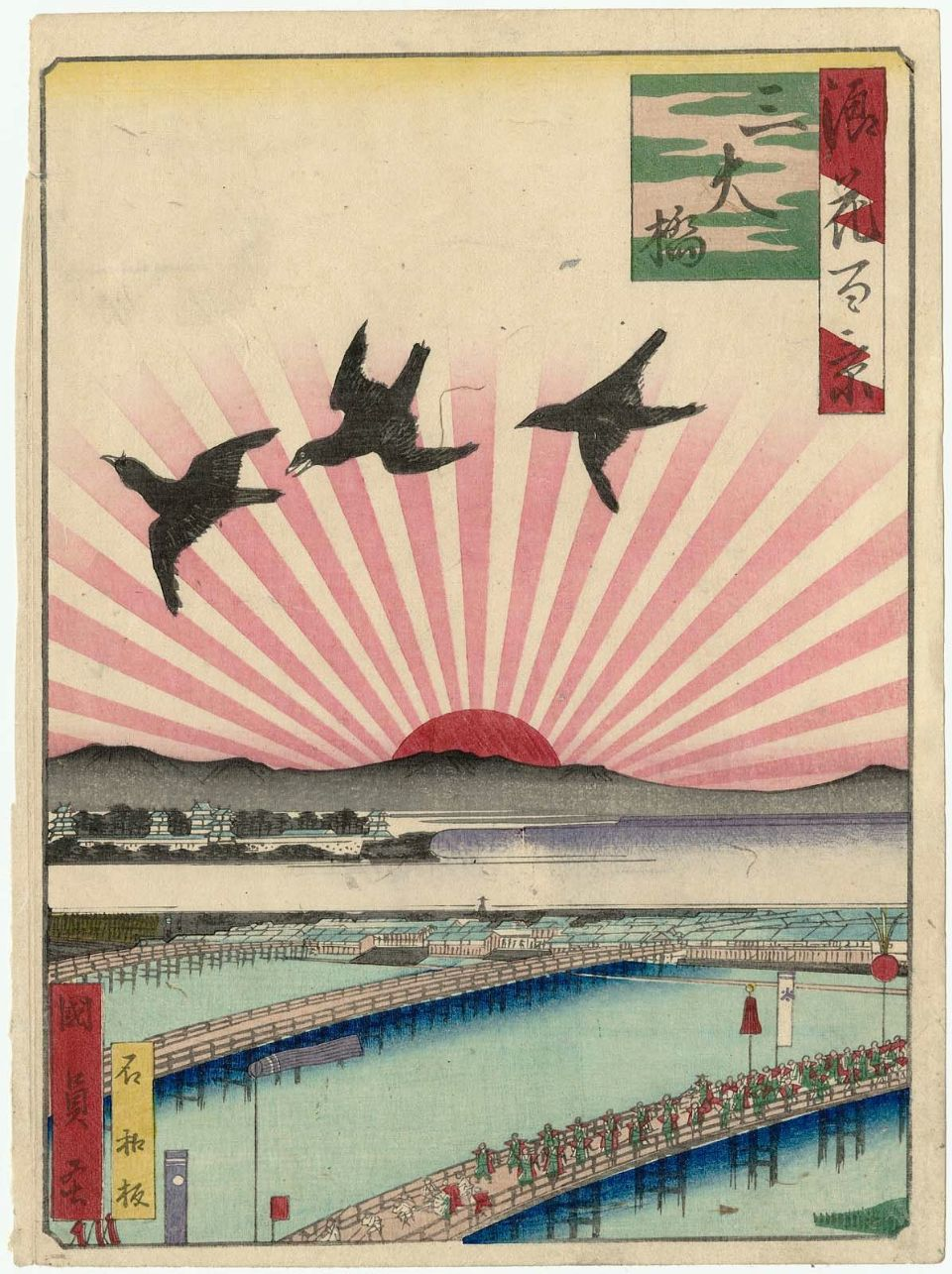
Cien vistas de Osaka, Tres grandes puentes, impresión ukiyo-e de Utagawa Kunikazu, 1854. La composición del sol matutino que se levanta detrás del Puente de los Tres Nanhwa.
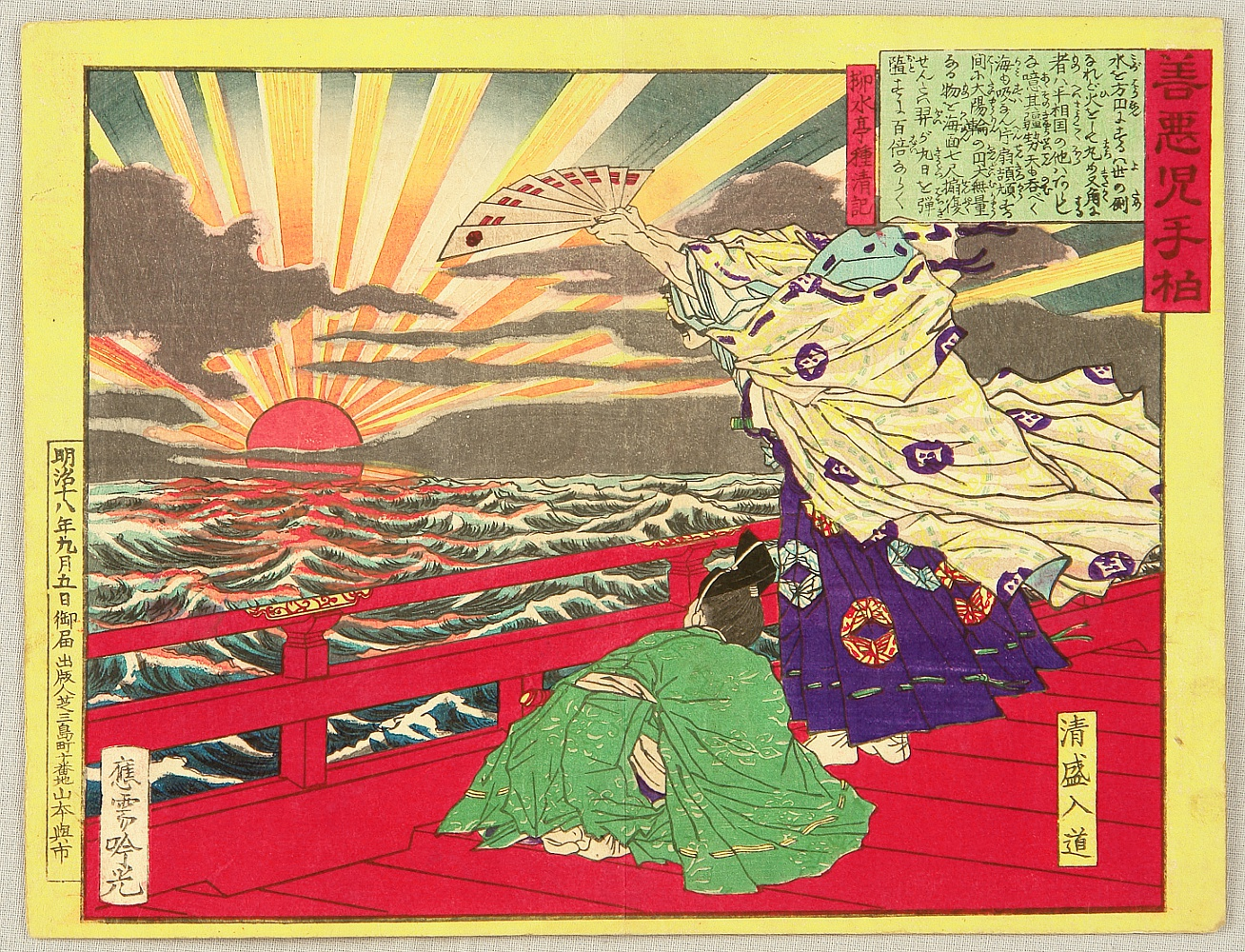
De "Mano del niño bueno y malo", "Entrada de Kiyomori" (Adachi Ginbo, 1885)
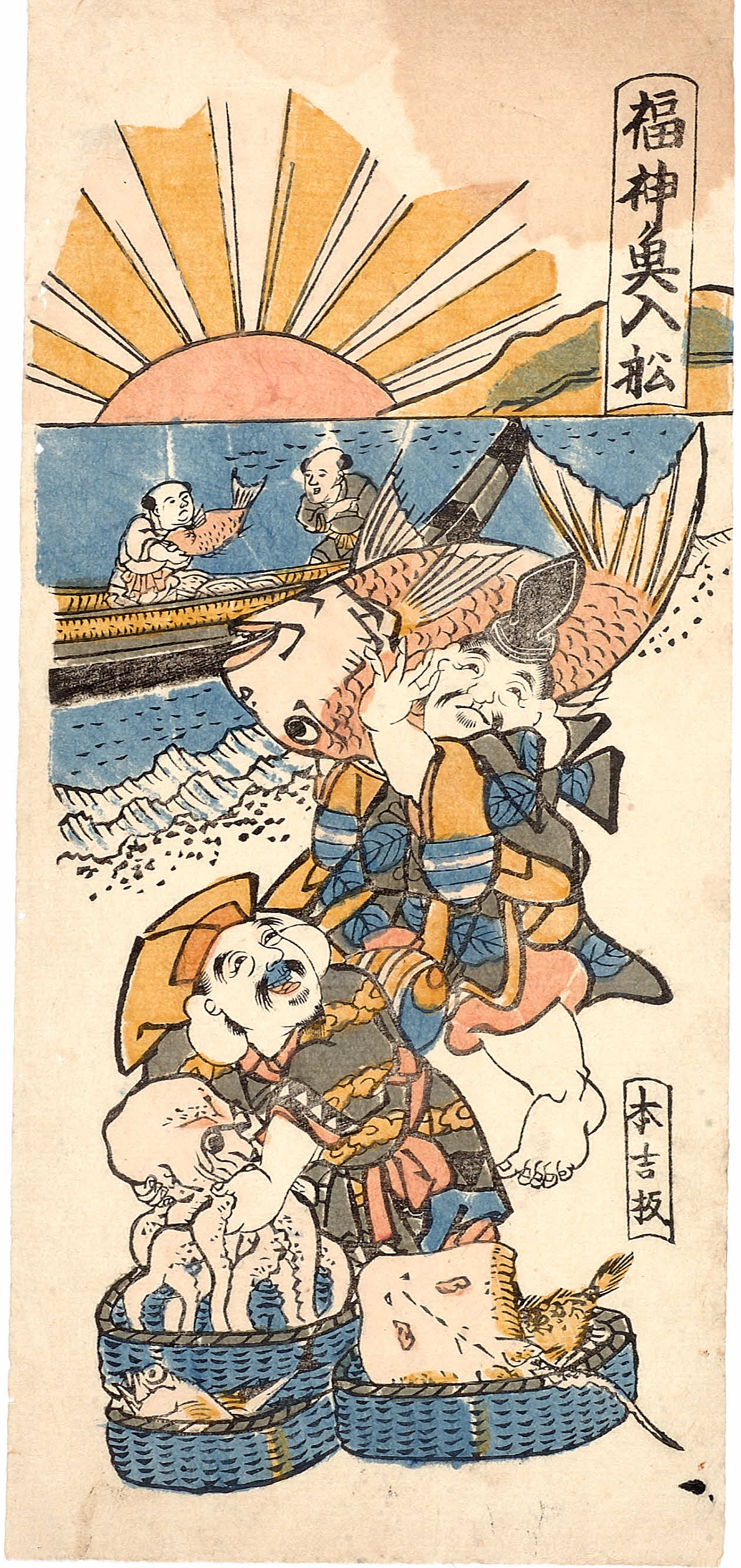
"Entrada de peces Fugitoshi" (autor desconocido, período Edo del siglo XIX)
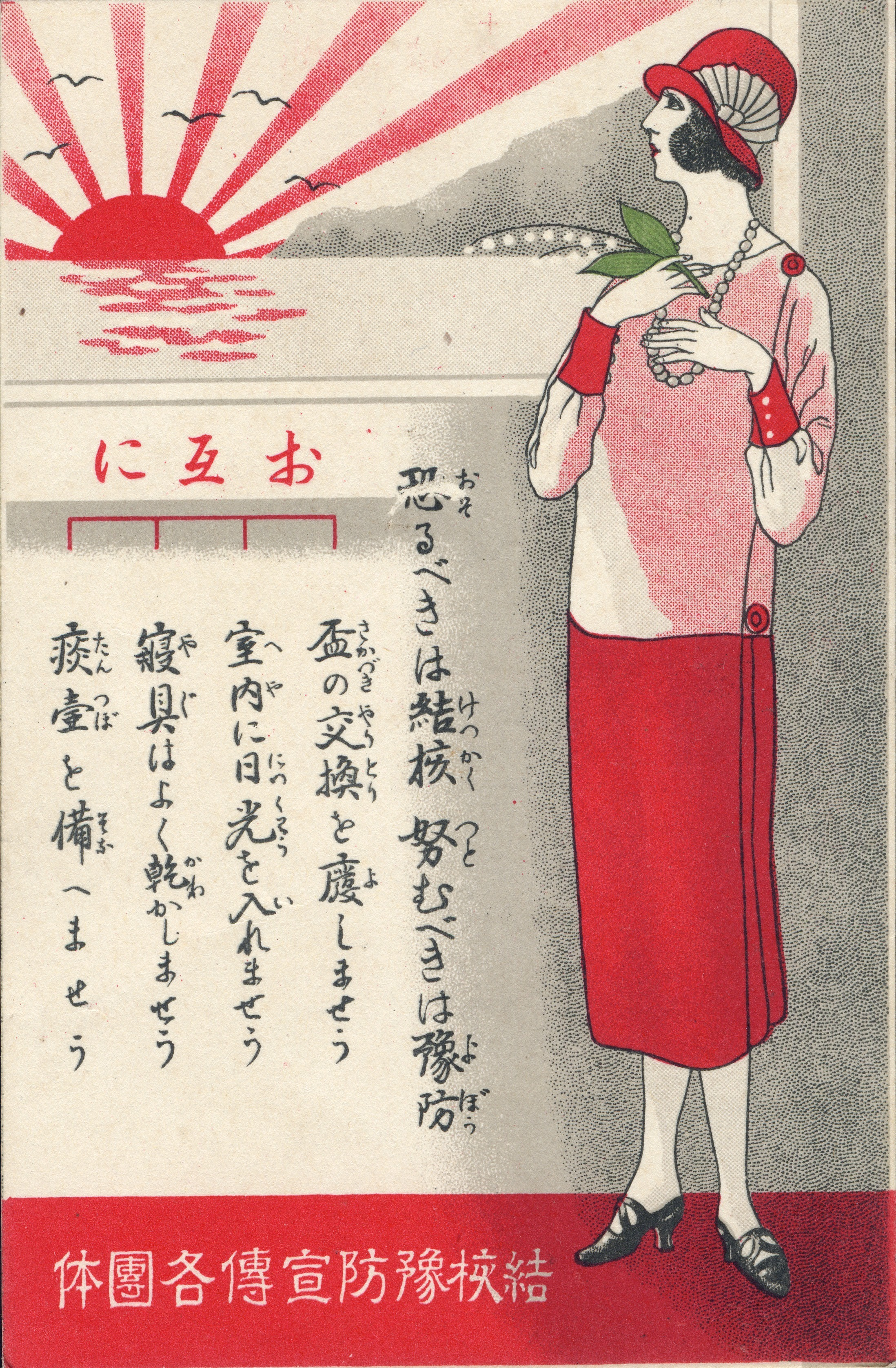
Postal de grupos antituberculosos en Japón (27 de junio de 1925)
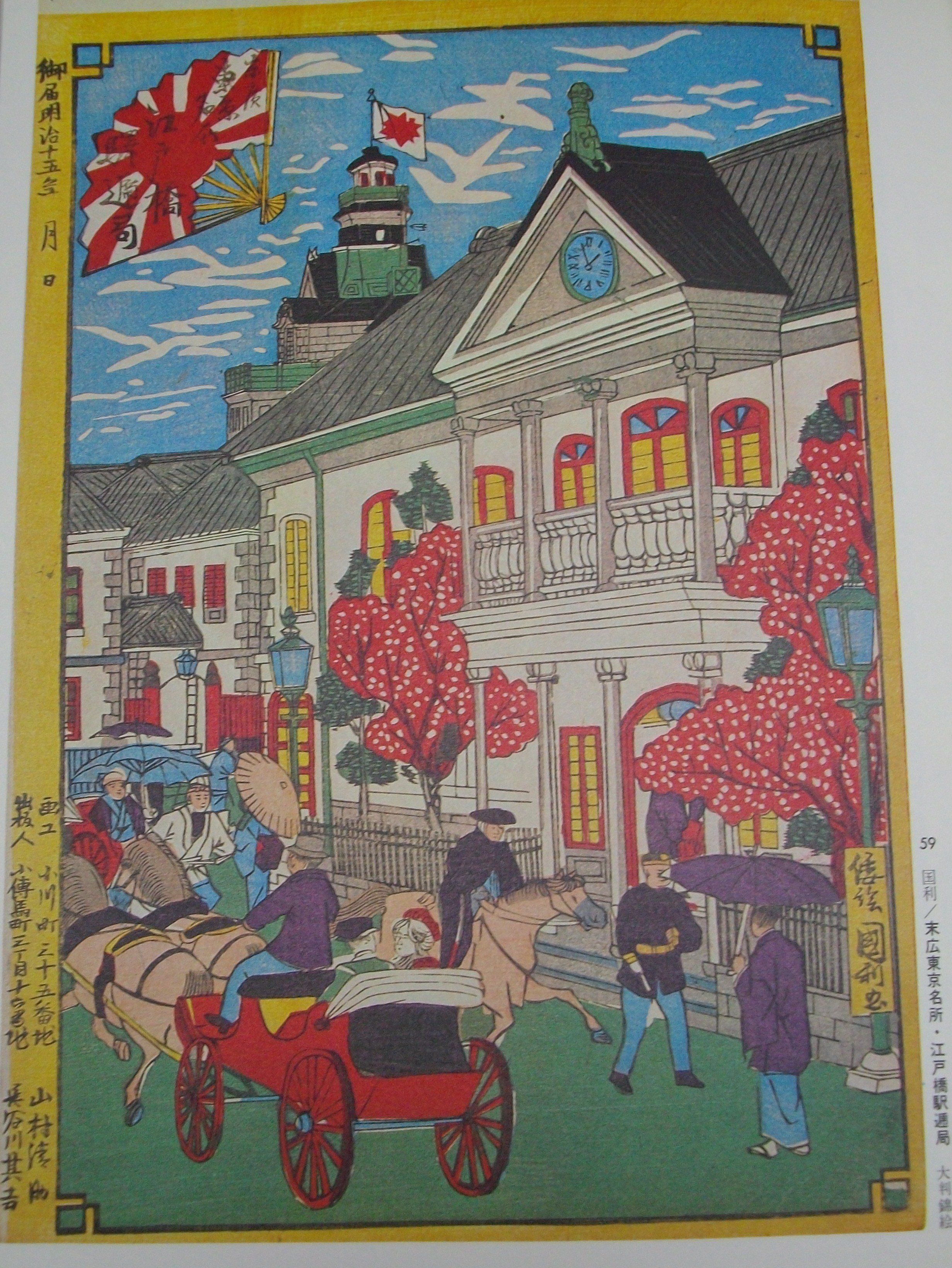
Suehiro Tokyo Sights - Oficina de comunicaciones y transporte de Edobashi (1882)
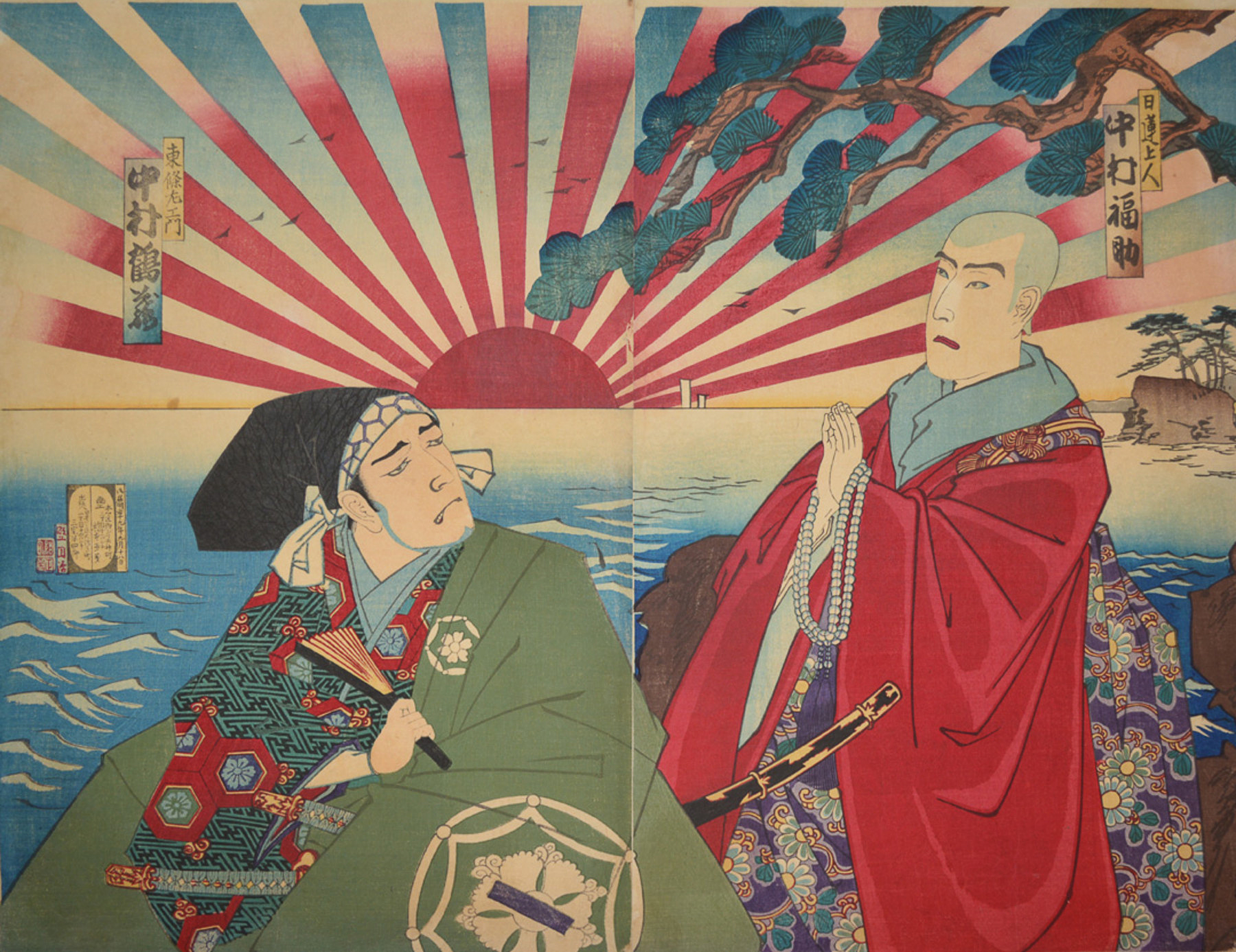
El actor de kabuki Nakamura Fukusuke como Nichiren Shonin y Nakamura Kakuzo como Tojo Saemon de Toyohara Kunichika (1886)

### Productos

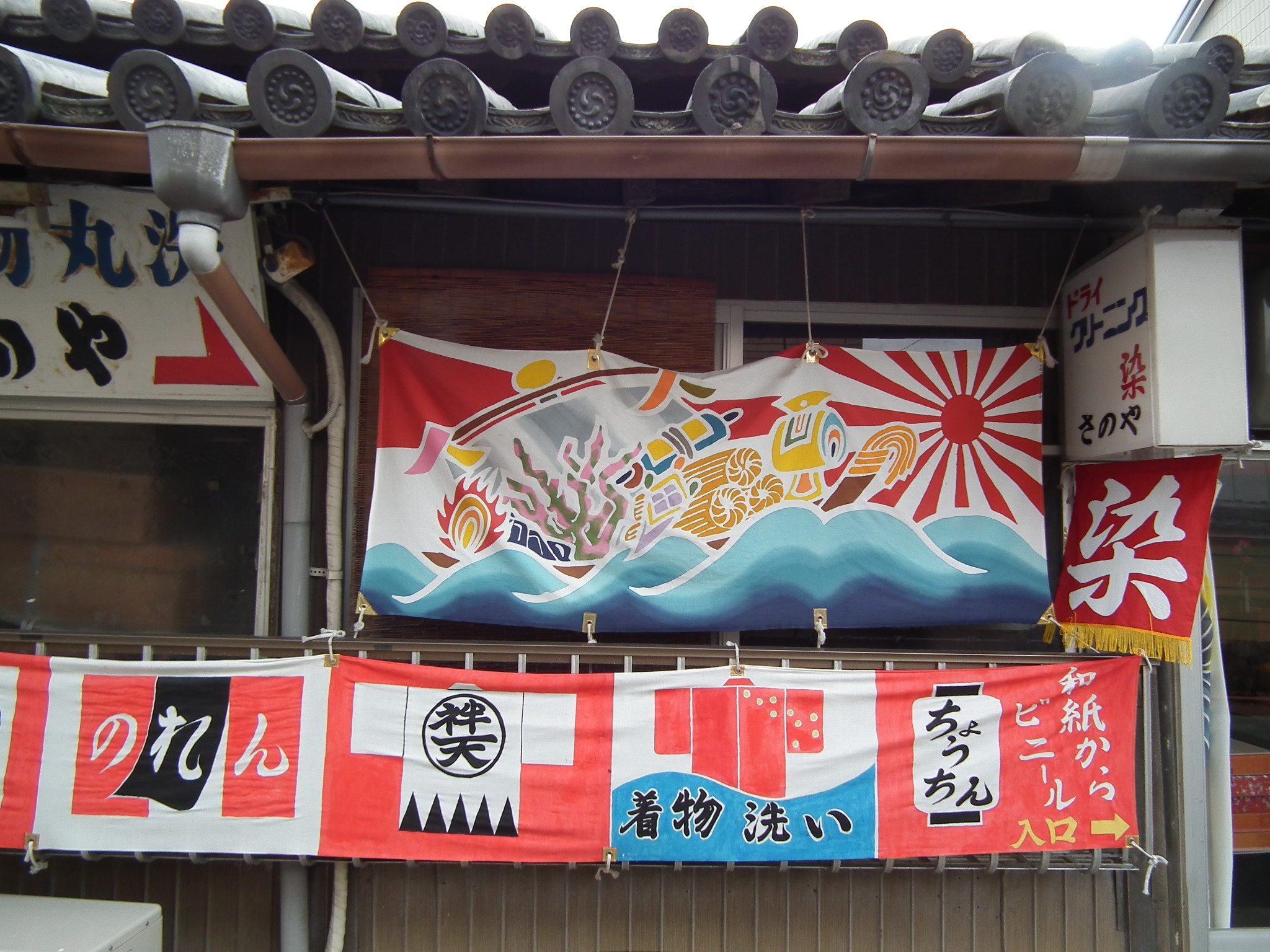
Tairyō-bata es una bandera japonesa tradicional de pescadores. Hoy en día se utiliza como bandera decorativa en barcos y para fiestas y eventos.
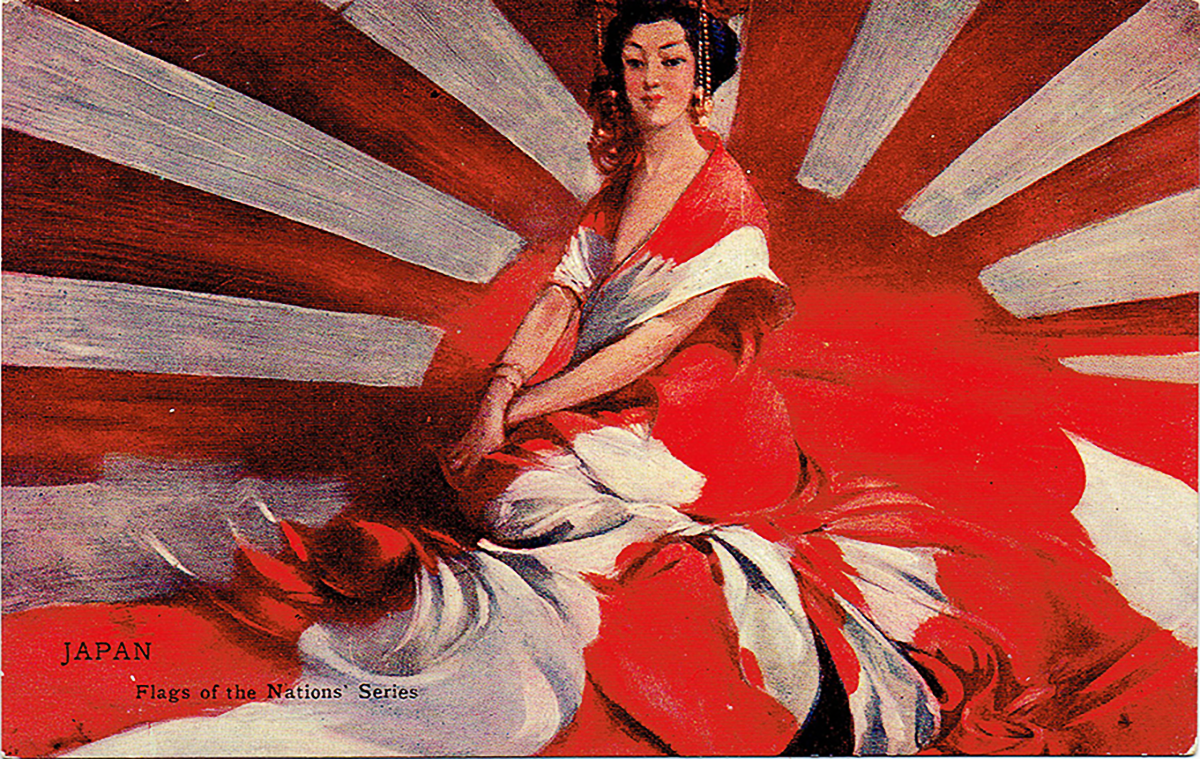
Postal de una japonesa envuelta en la bandera del Sol Naciente de Japón (1910).
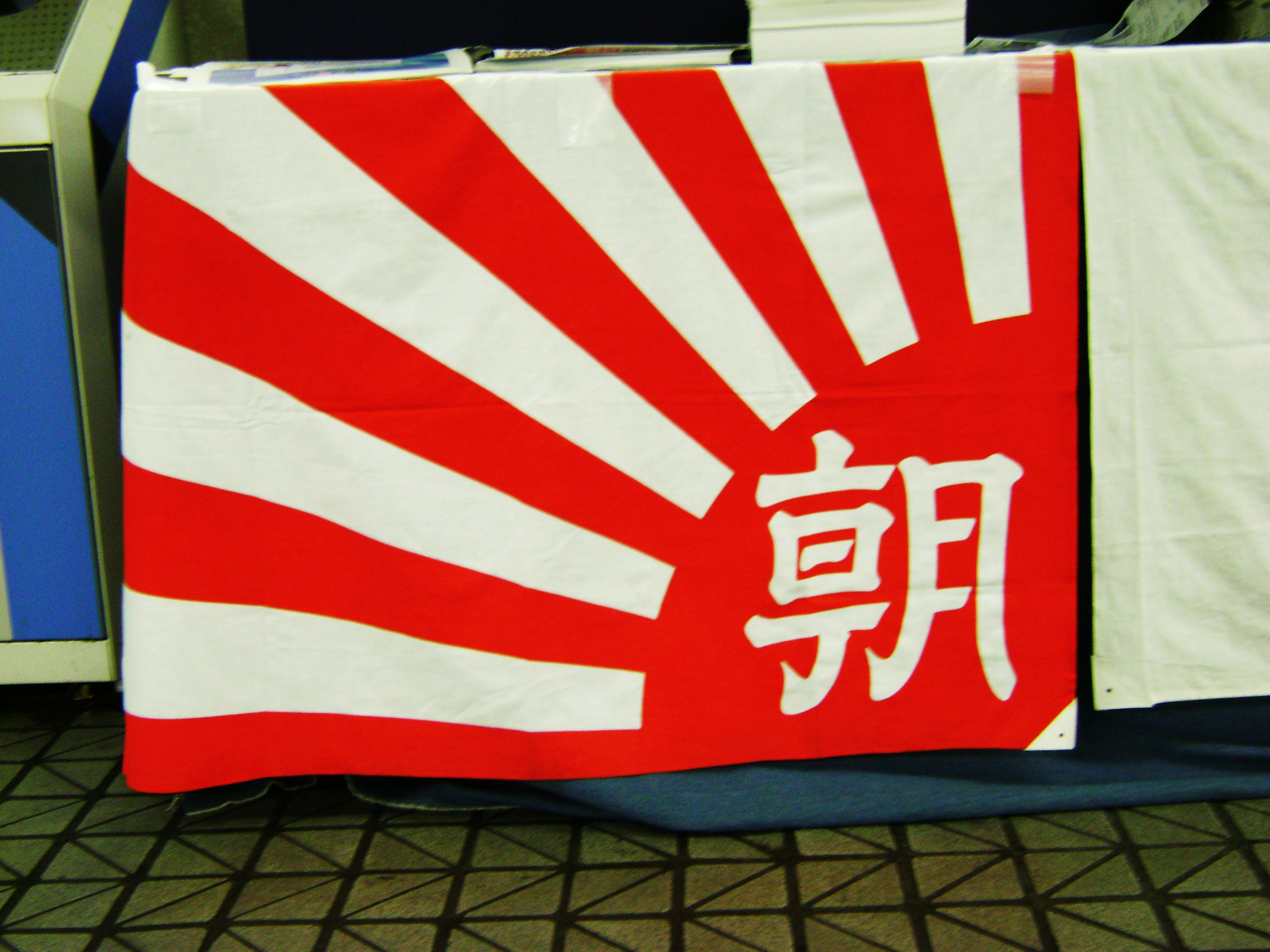
Bandera de la Compañía Asahi Shimbun desde 1889
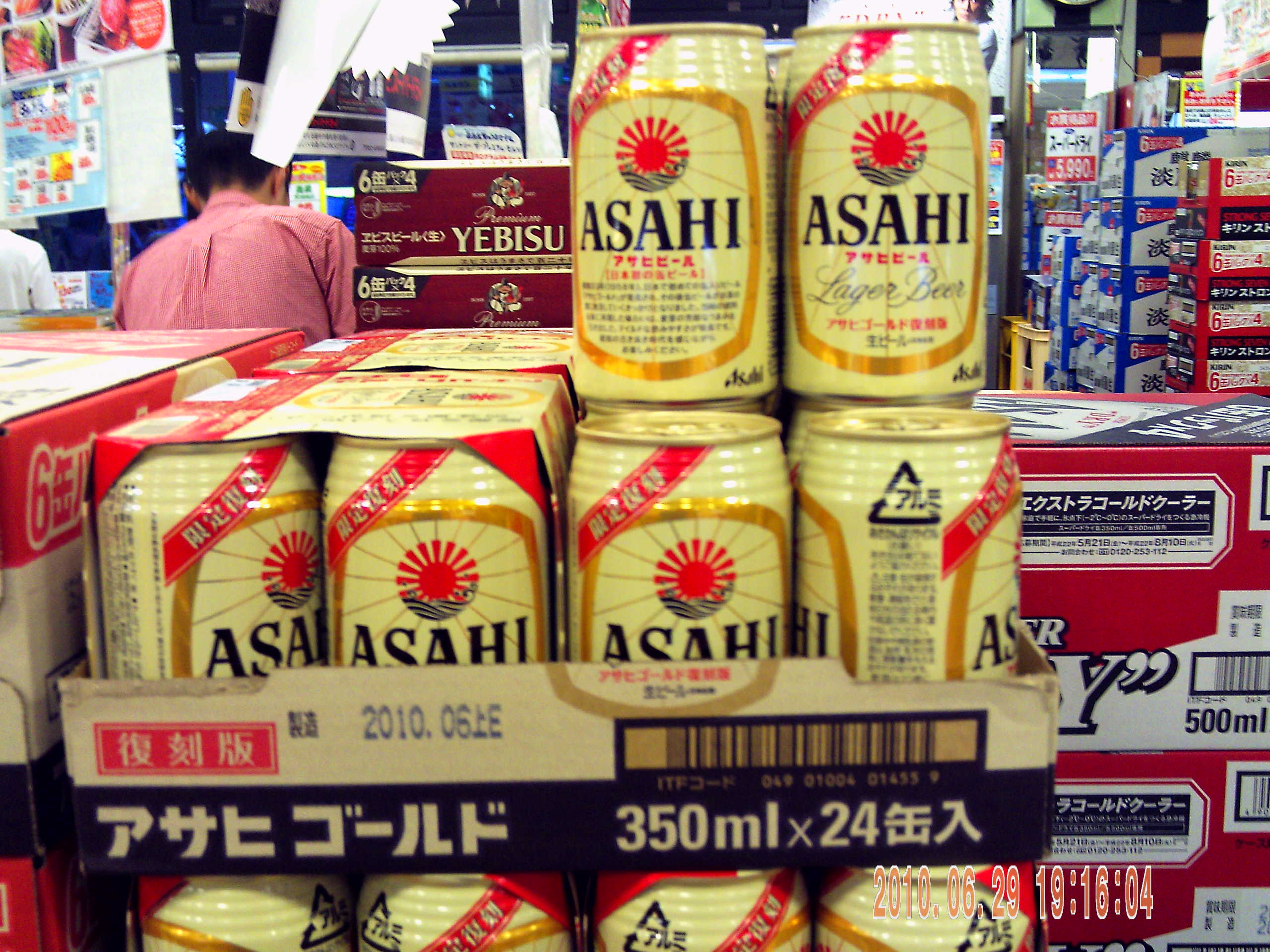
Asahi Cerveza dorada
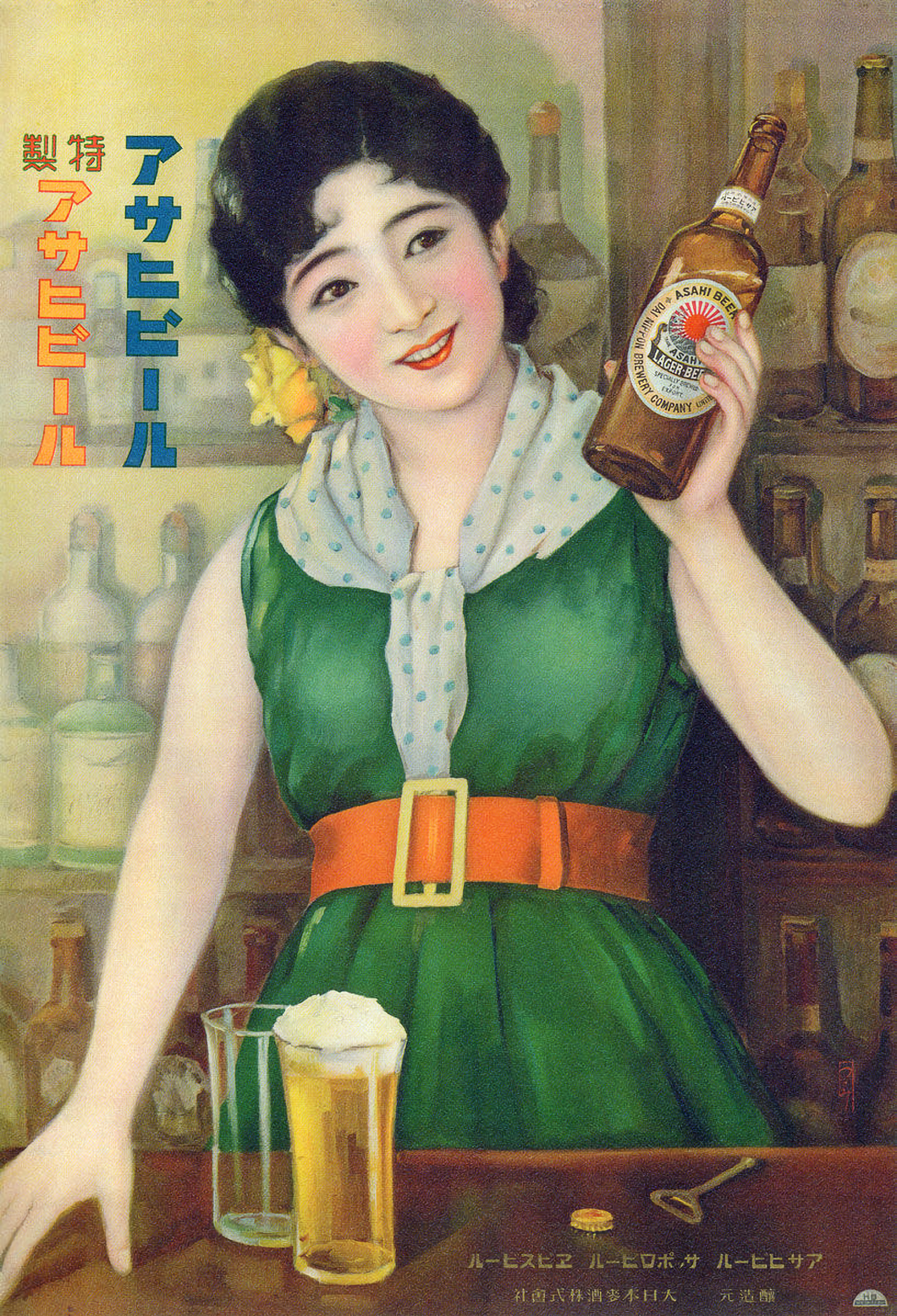
Asahi Beer manifiesto. El logo de Asahi está en la etiqueta de la botella, 1920.
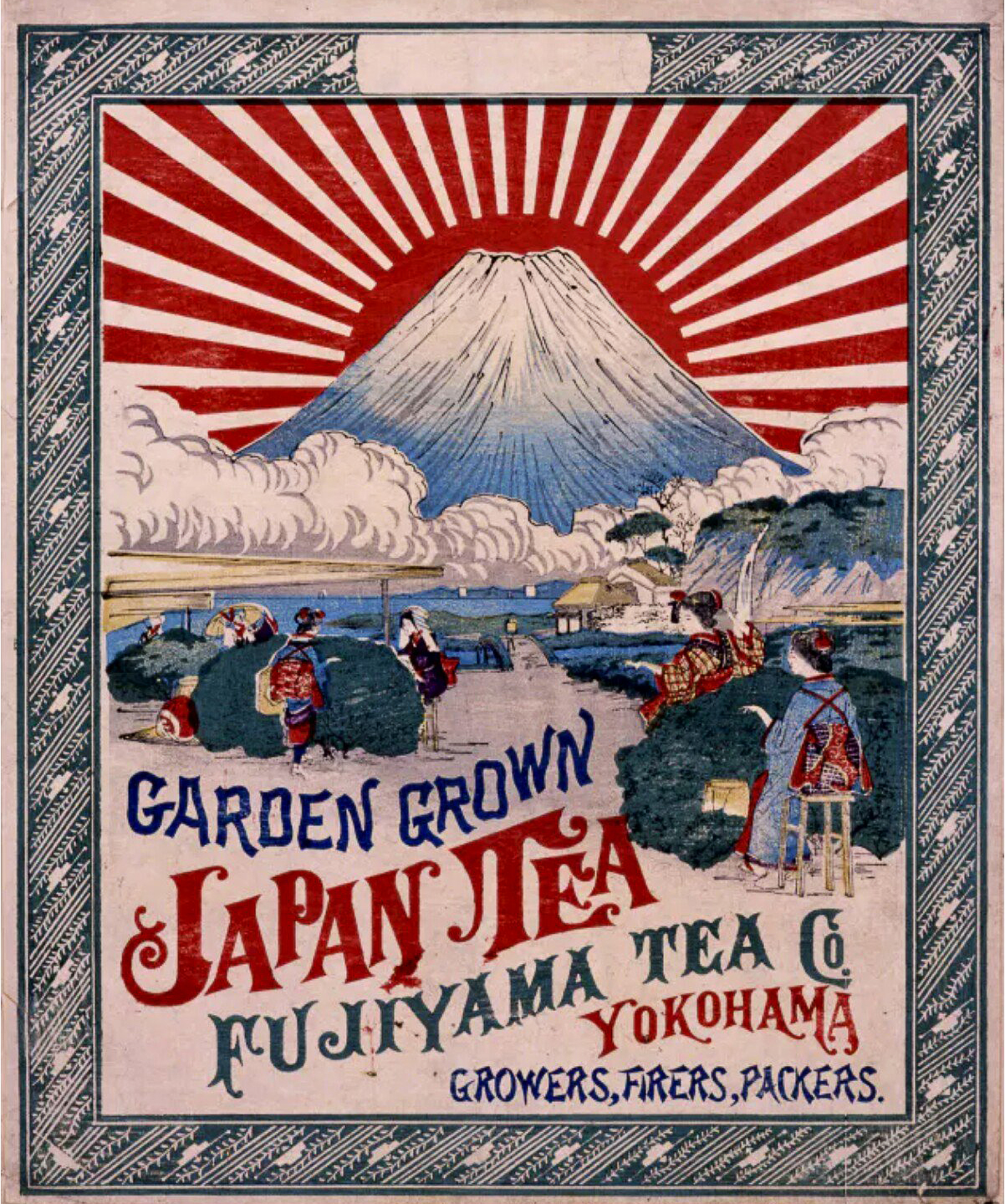
Etiqueta de caja de madera de té japonés (té verde) (Fujiyama Tea Co.) para exportación en el período Meiji / Taisho. Una de esas etiquetas se llamó orquídea.
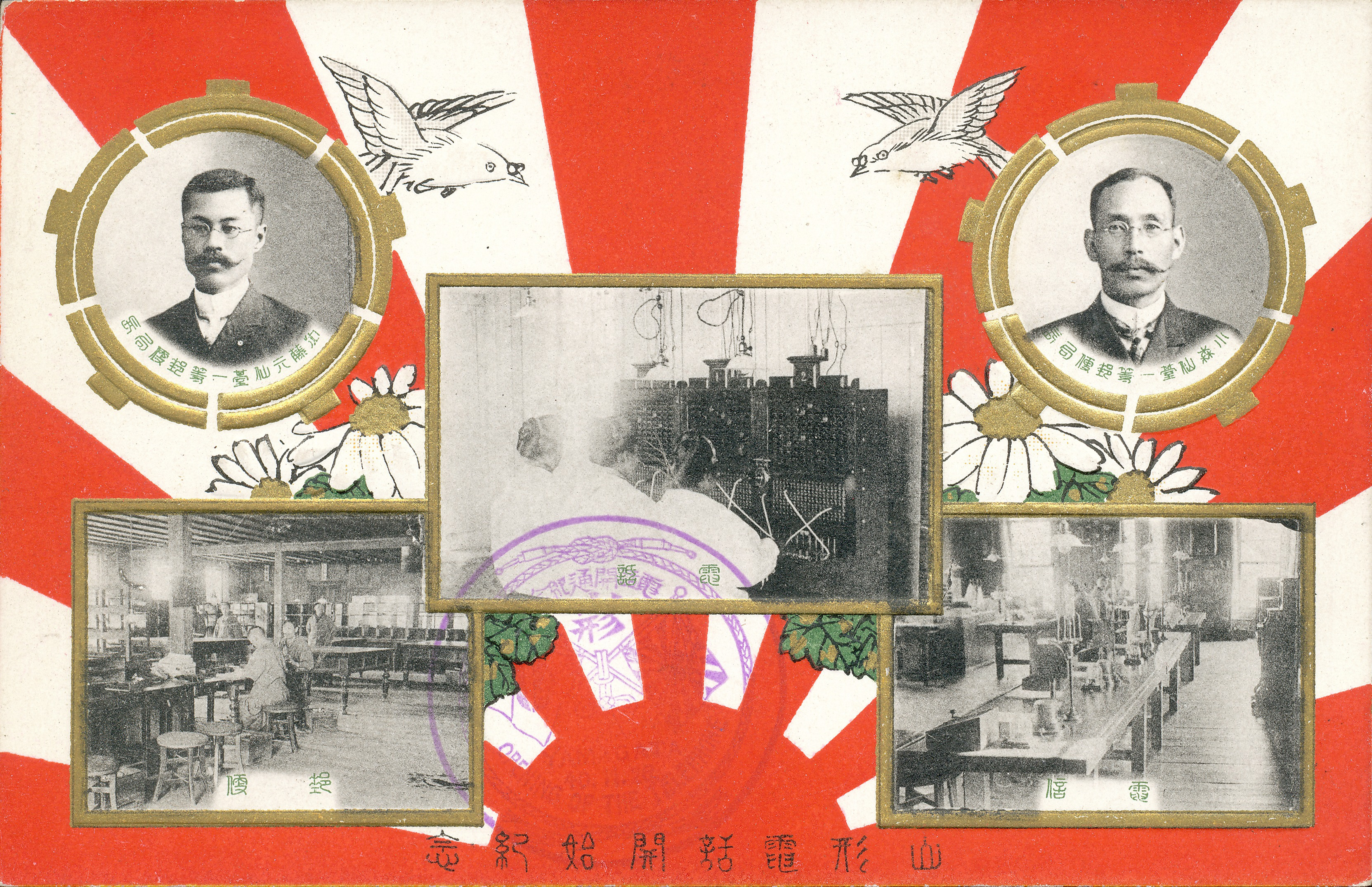
Postal "aniversario del lanzamiento del teléfono Yamagata" (oficina de correos de Yamagata, 1907). El servicio de centralita telefónica comenzó en Yamagata el 26 de noviembre de 1868.
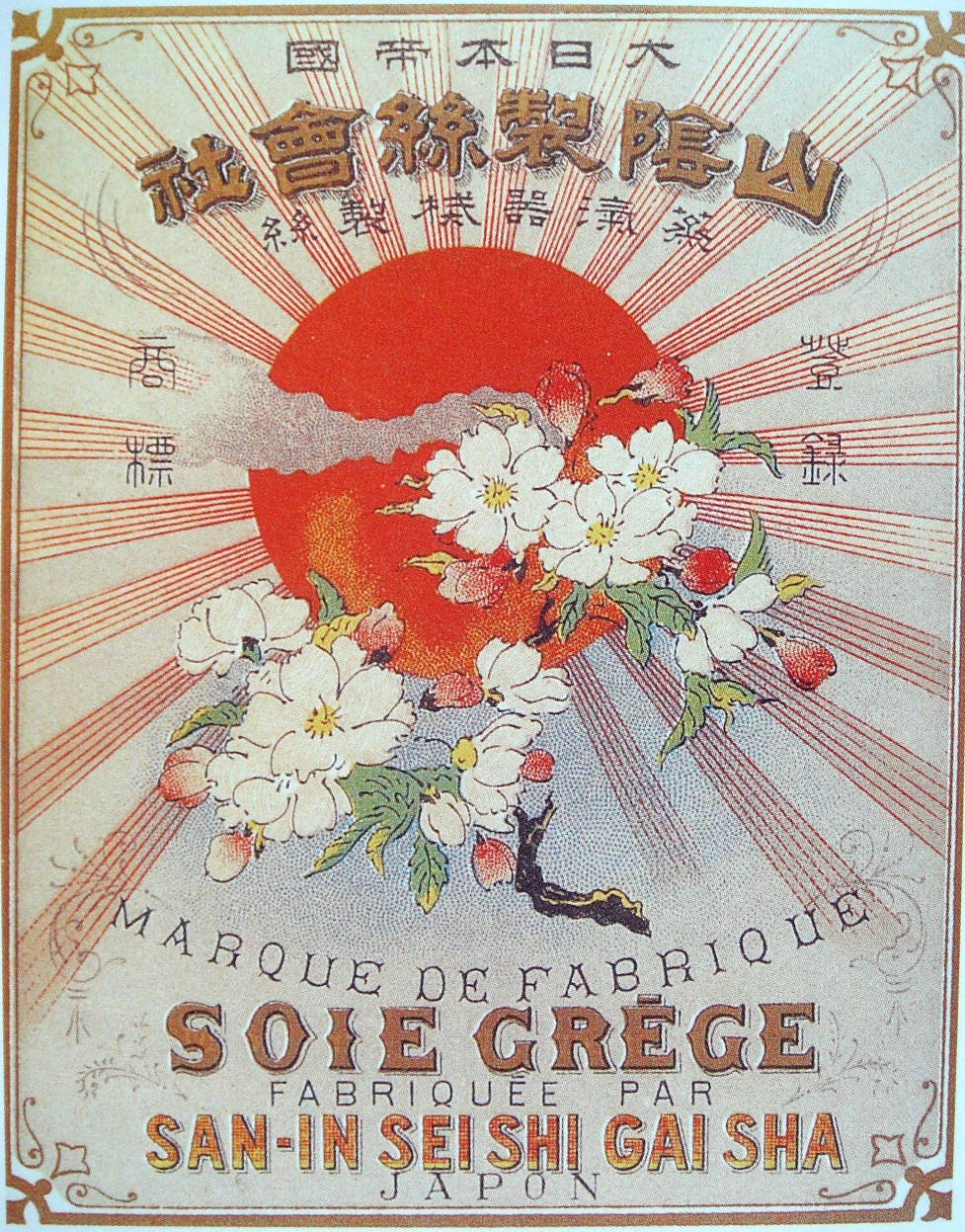
Paquete de pegatinas de seda cruda japonesa (en francés y japonés) (1880)

### Deportes

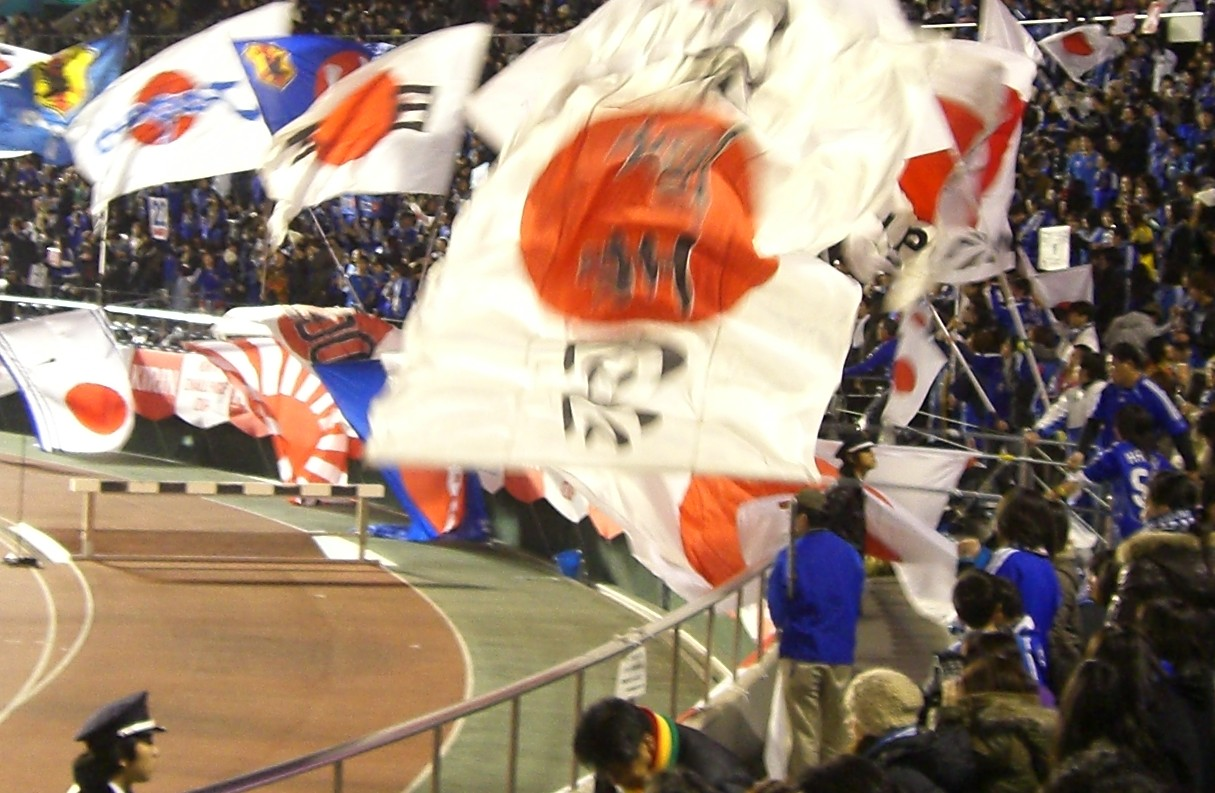
Los aficionados japoneses ondearon una bandera del Sol Naciente durante un partido entre Japón y Bosnia y Herzegovina en enero de 2008.
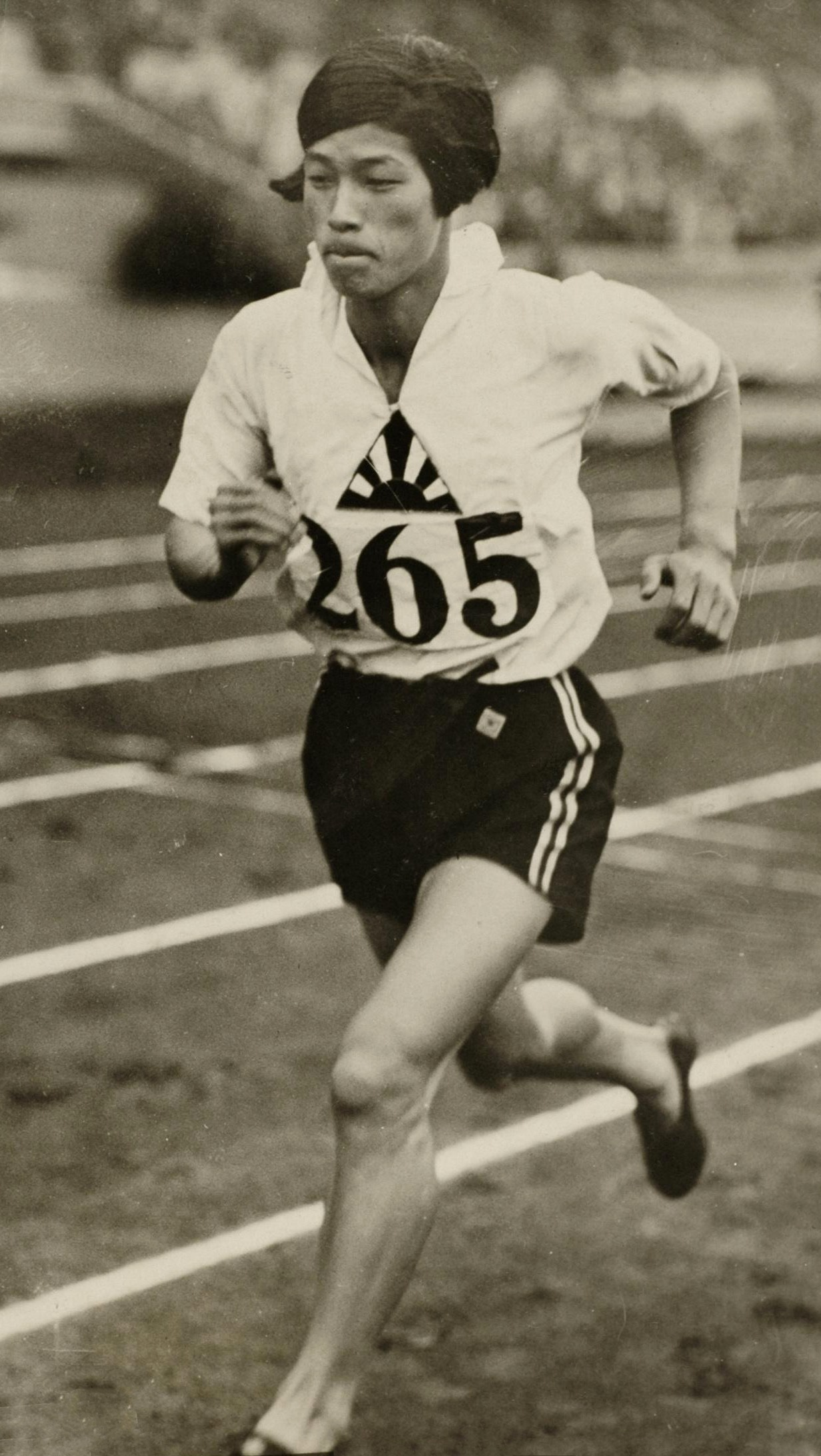
Atleta japonesa Kinue Hitomi en los Juegos Olímpicos de Ámsterdam 1928 (1928)

### Fuerzas de Autodefensa de Japón

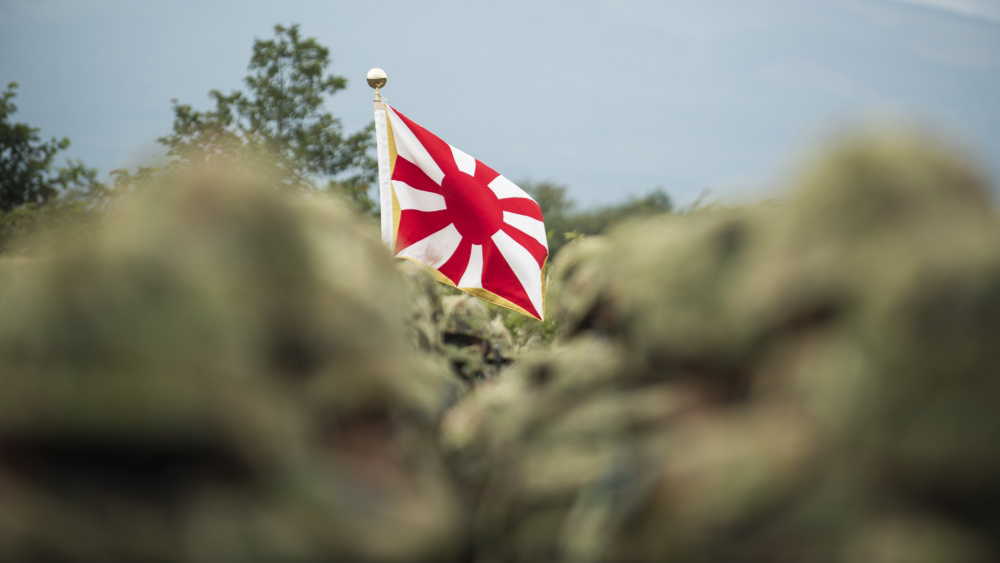
Bandera de las Fuerzas de Autodefensa de Japón.
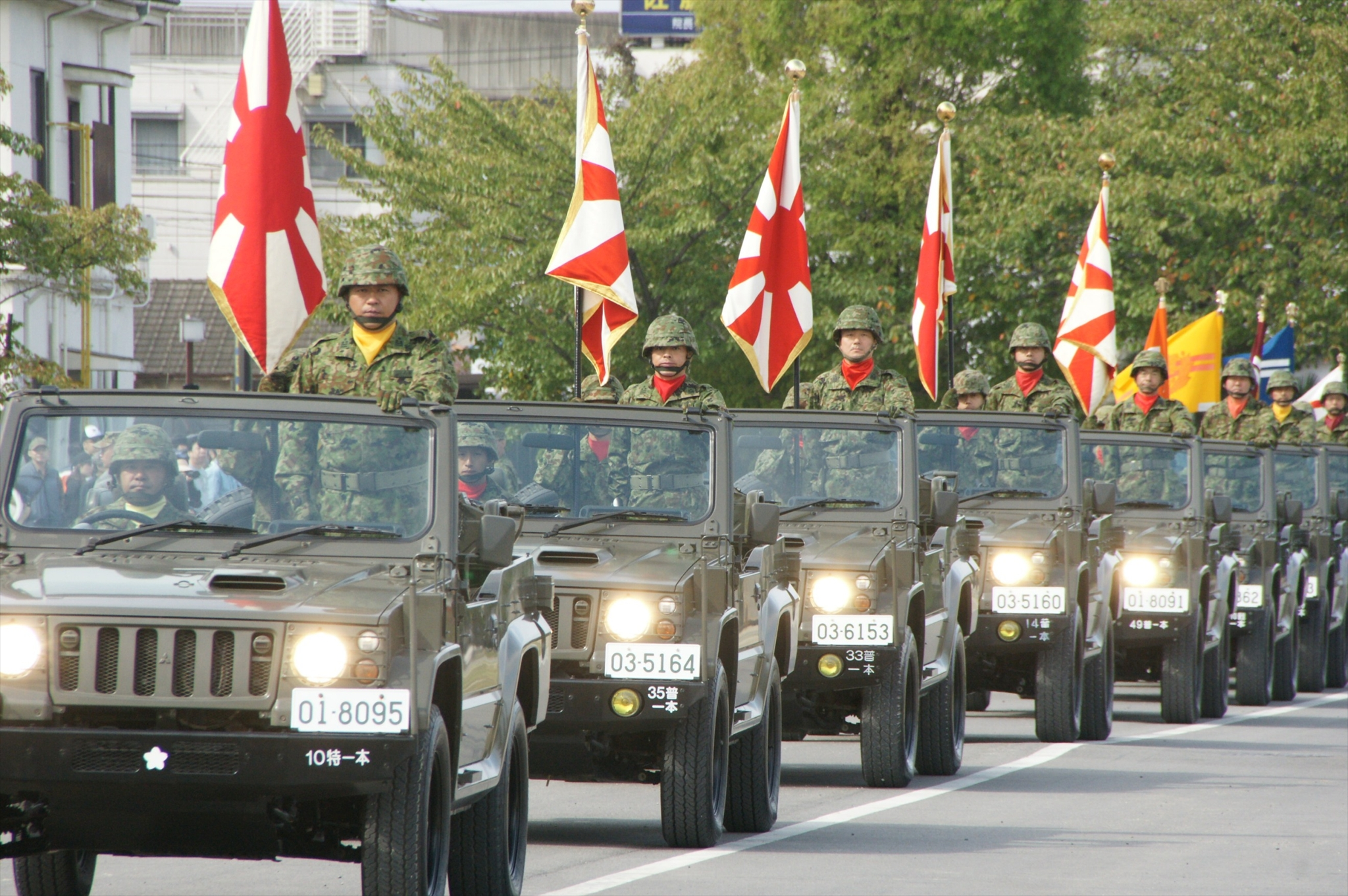
Desfile de tropas con la bandera de las Fuerzas de Autodefensa de Japón.
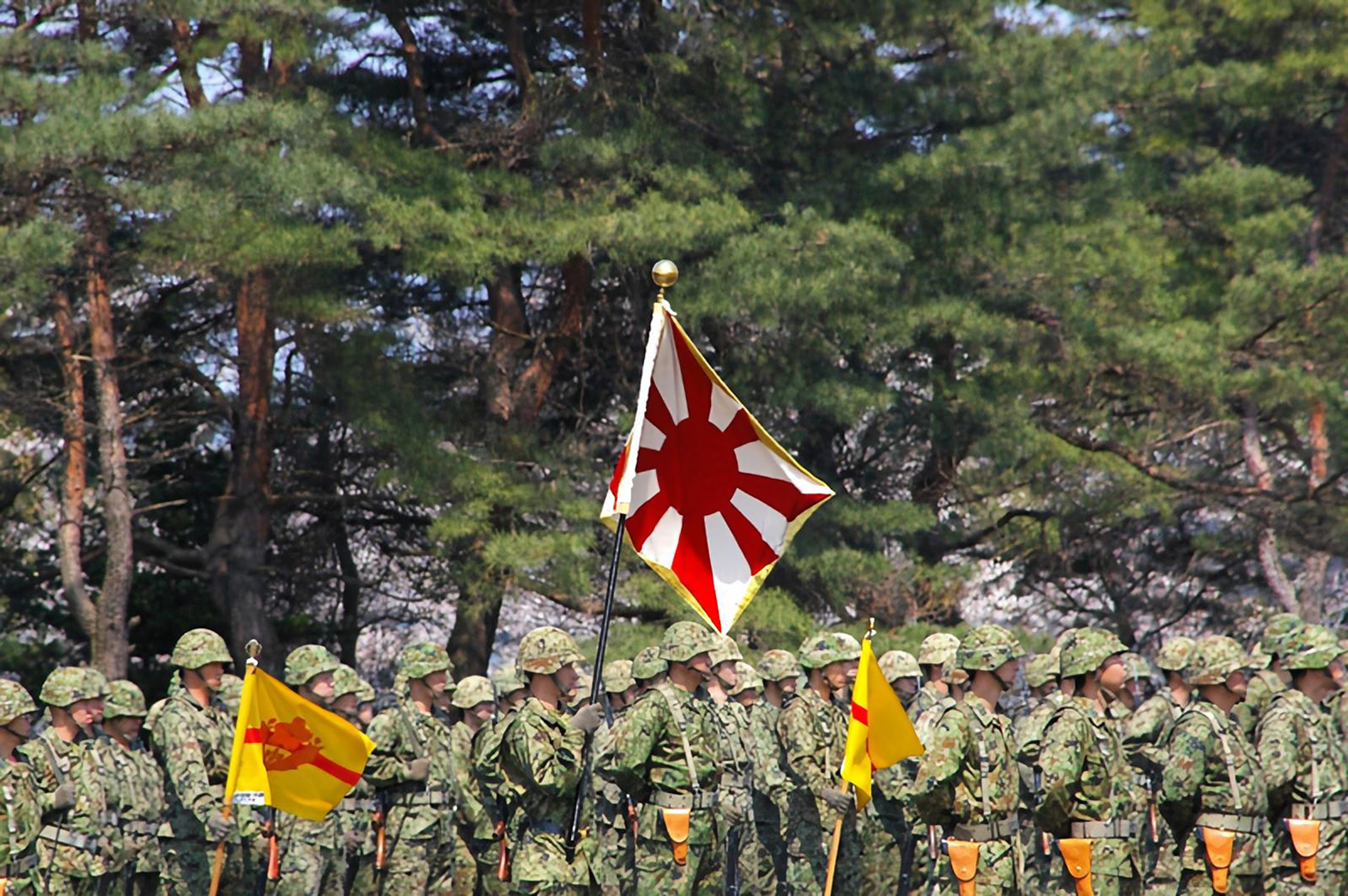
Fuerzas de Autodefensa de Japón Evento conmemorativo en Utsunomiya con la bandera de las Fuerzas de Autodefensa.
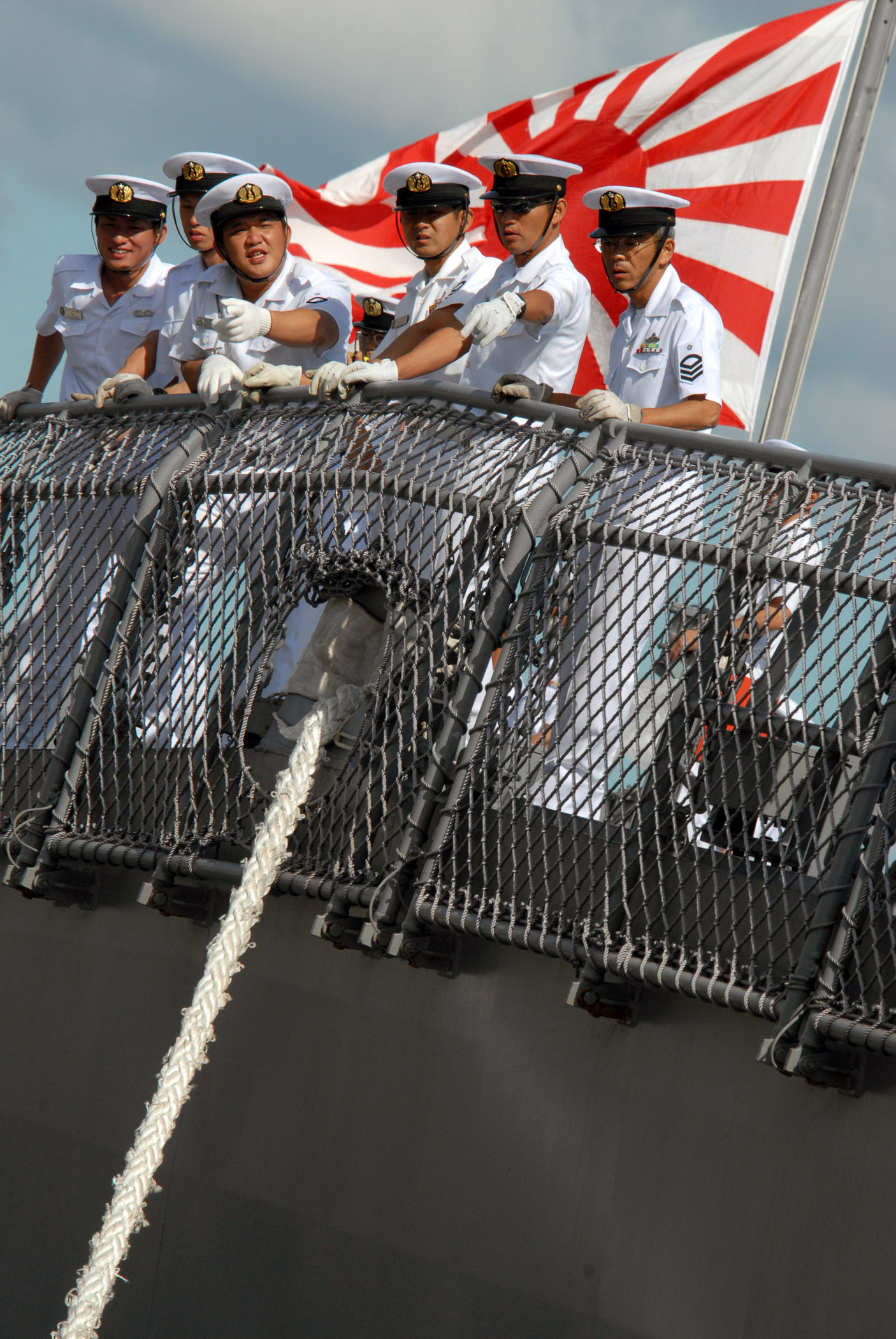
Miembros de la tripulación del Kongō.
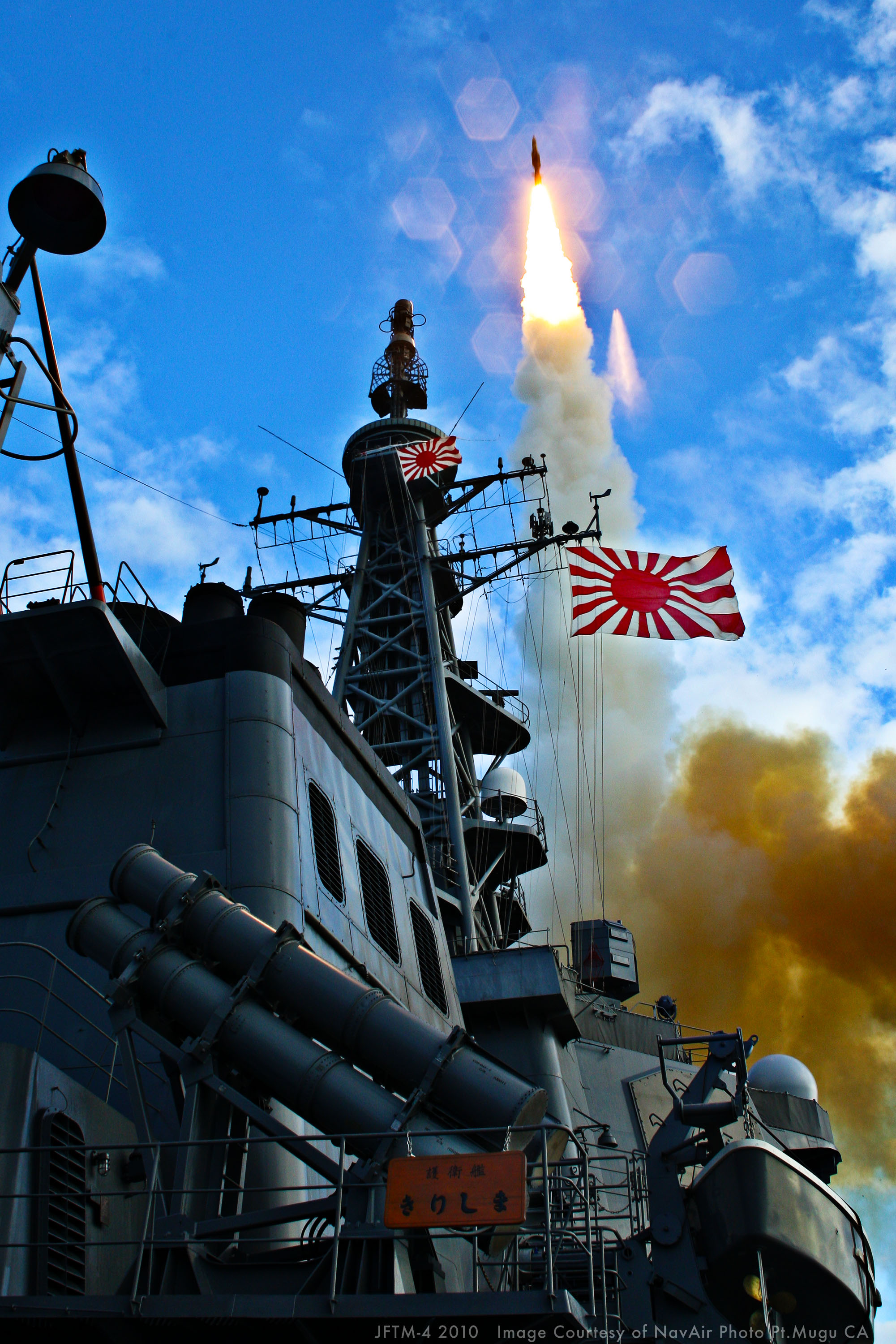
El destructor Kirishima lanza un misil SM-3 (Bloque 1A).
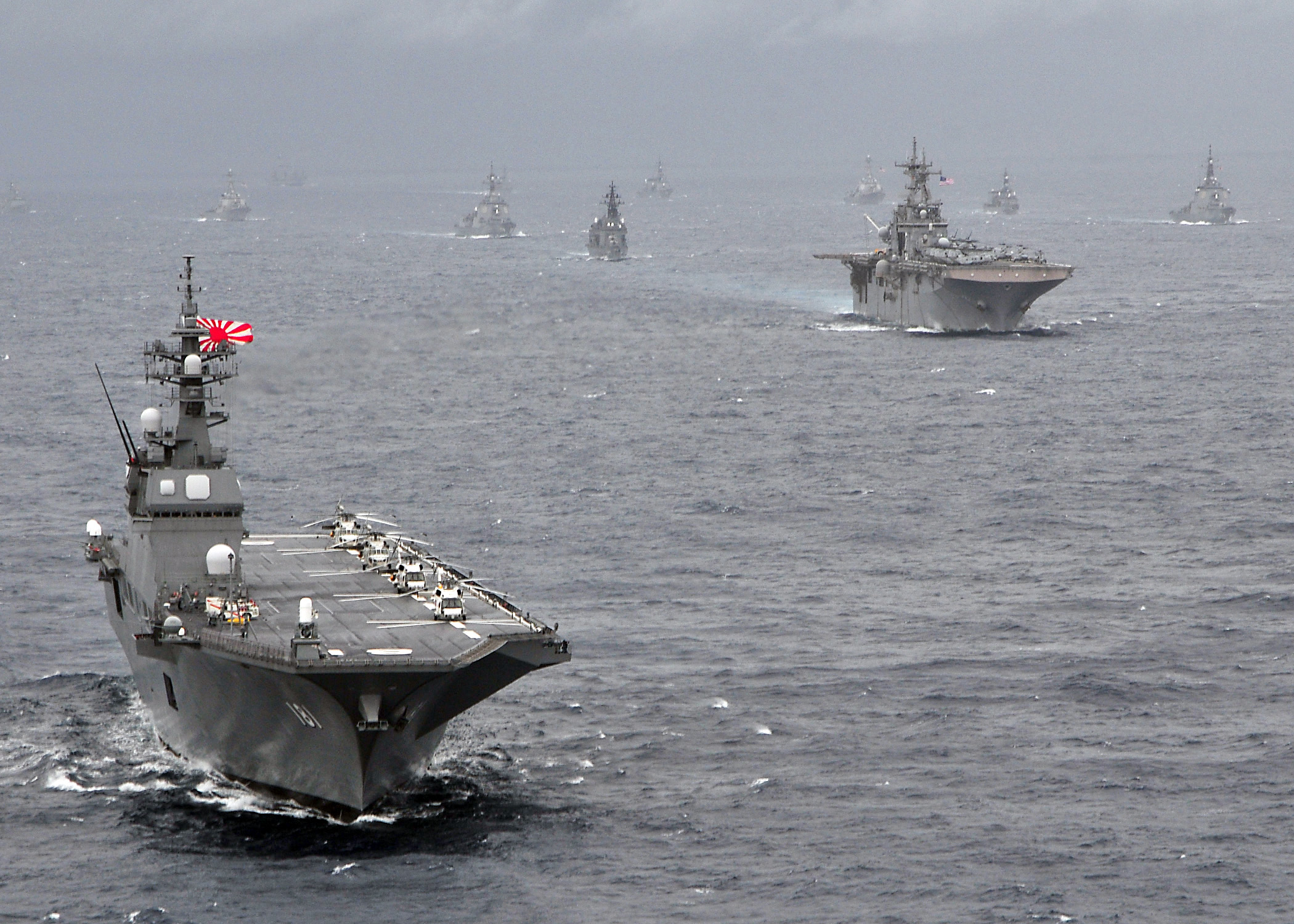
El Hyūga.
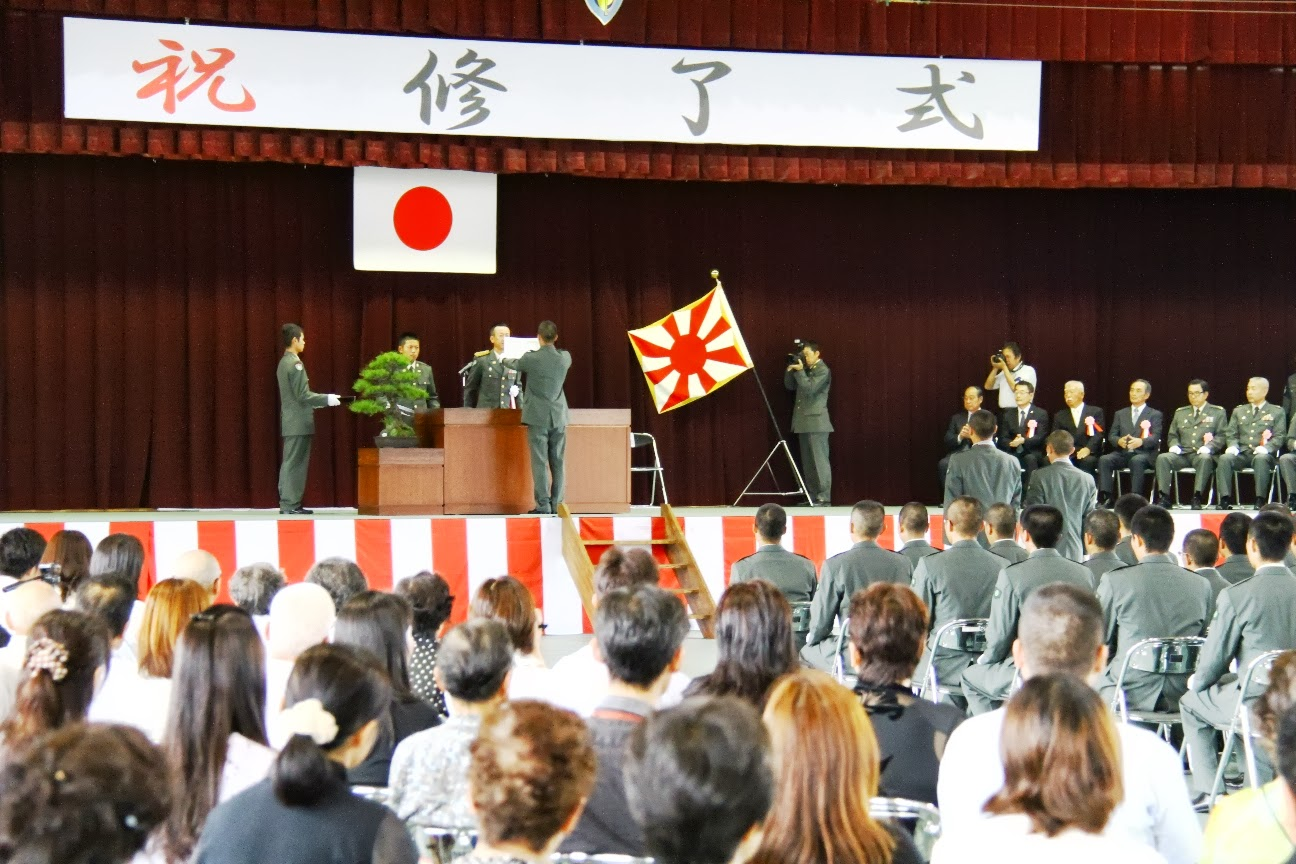
Bandera del 46º Regimiento de Infantería de la JGSDF.

### Armada de Estados Unidos

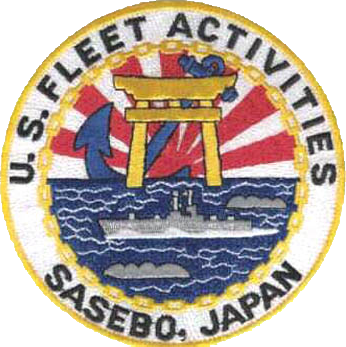
Emblema de Actividades de la flota de los Estados Unidos Sasebo
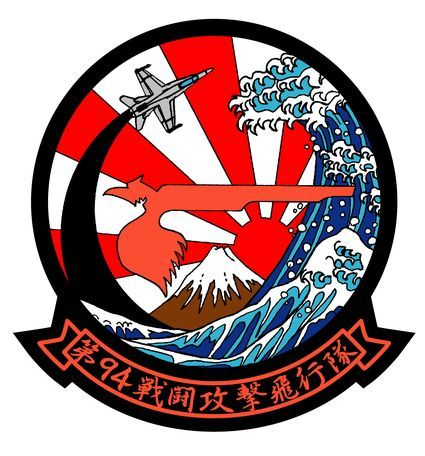
Strike Fighter Squadron 94 Parche
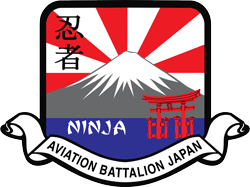
Emblema de EE. UU. Batallón de Aviación del Ejército de Japón
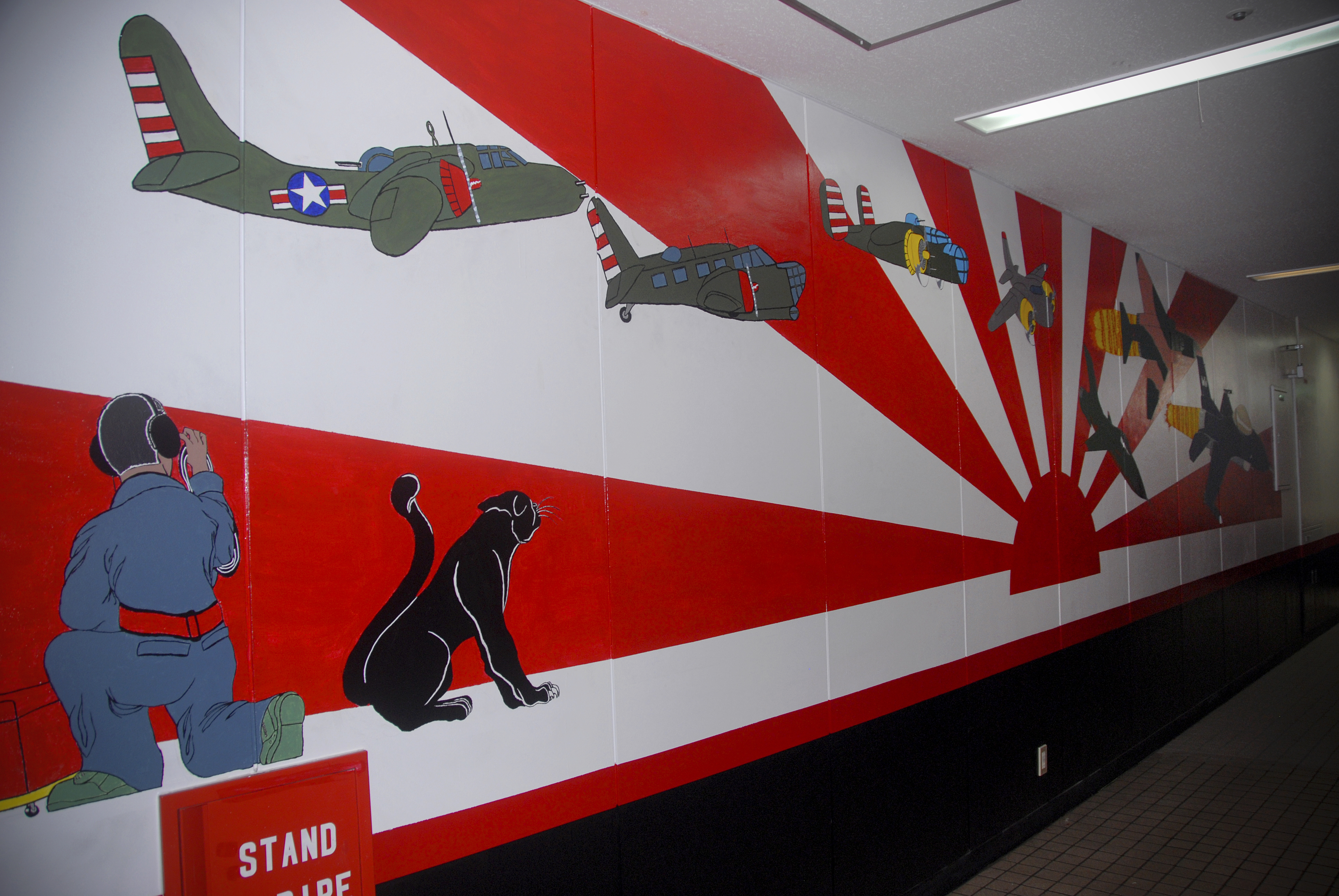
El mural pintado en una pared en Base aérea de Misawa, Japón
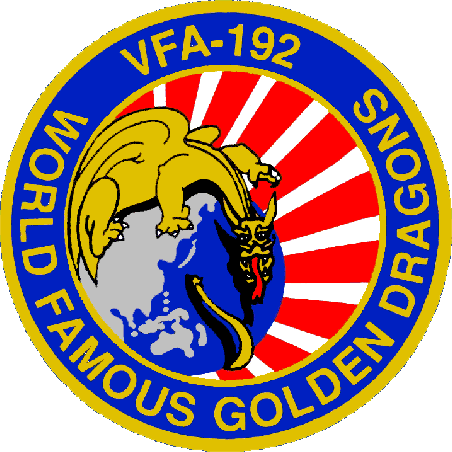
Antigua insignia de  Strike Fighter Squadron 192
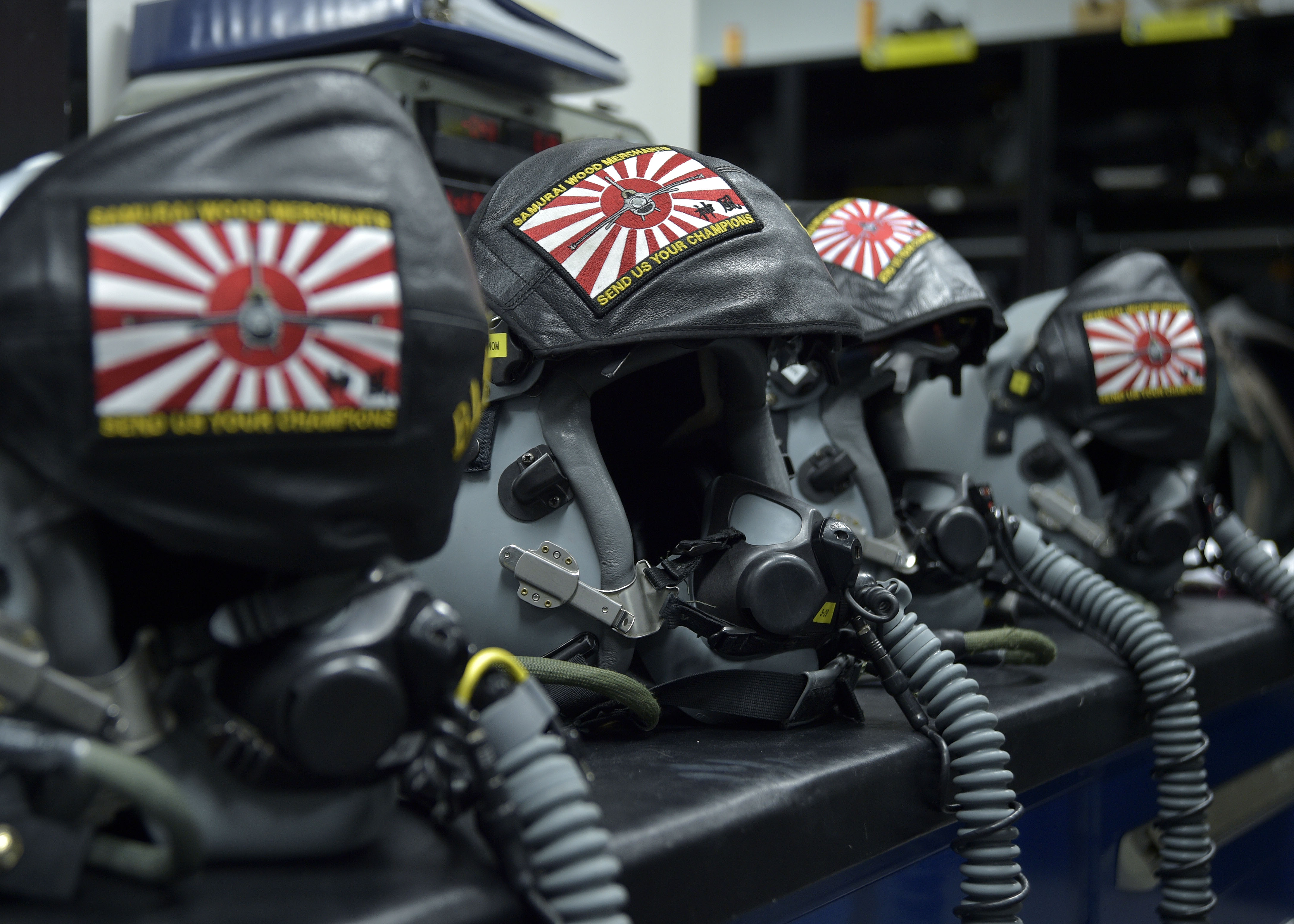
Sistema de férulas montadas en el casco con parches de 14th Fighter Squadron